# Cap de Creus

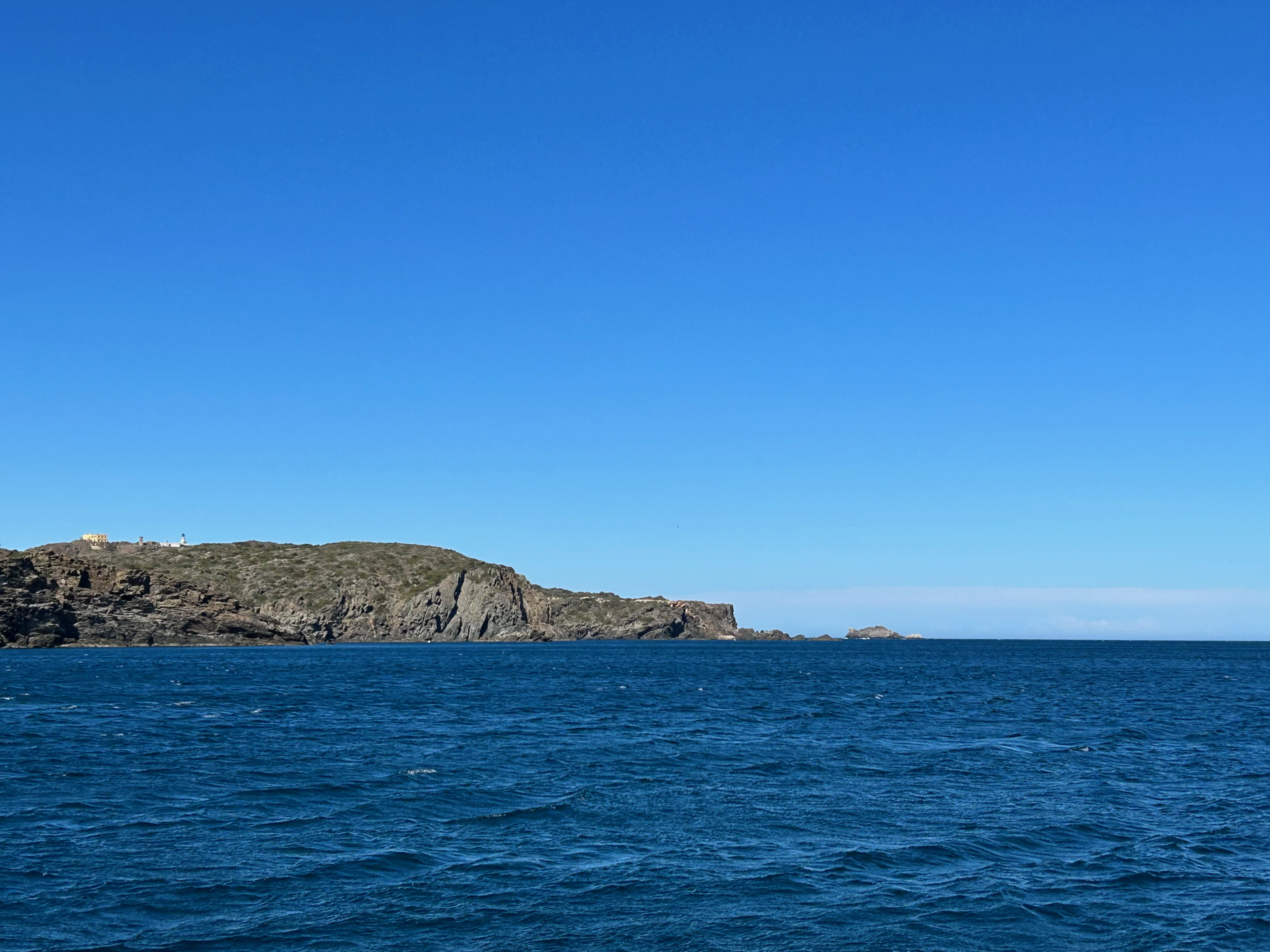
Ansicht von Süden: Die Halbinsel von Cap de Creus mit Restaurant und Leuchtturm

Das Cap de Creus [ˈkab də ˈkɾɛws] (spanisch Cabo de Creus) in Katalonien bildet den östlichsten Punkt der Iberischen Halbinsel.

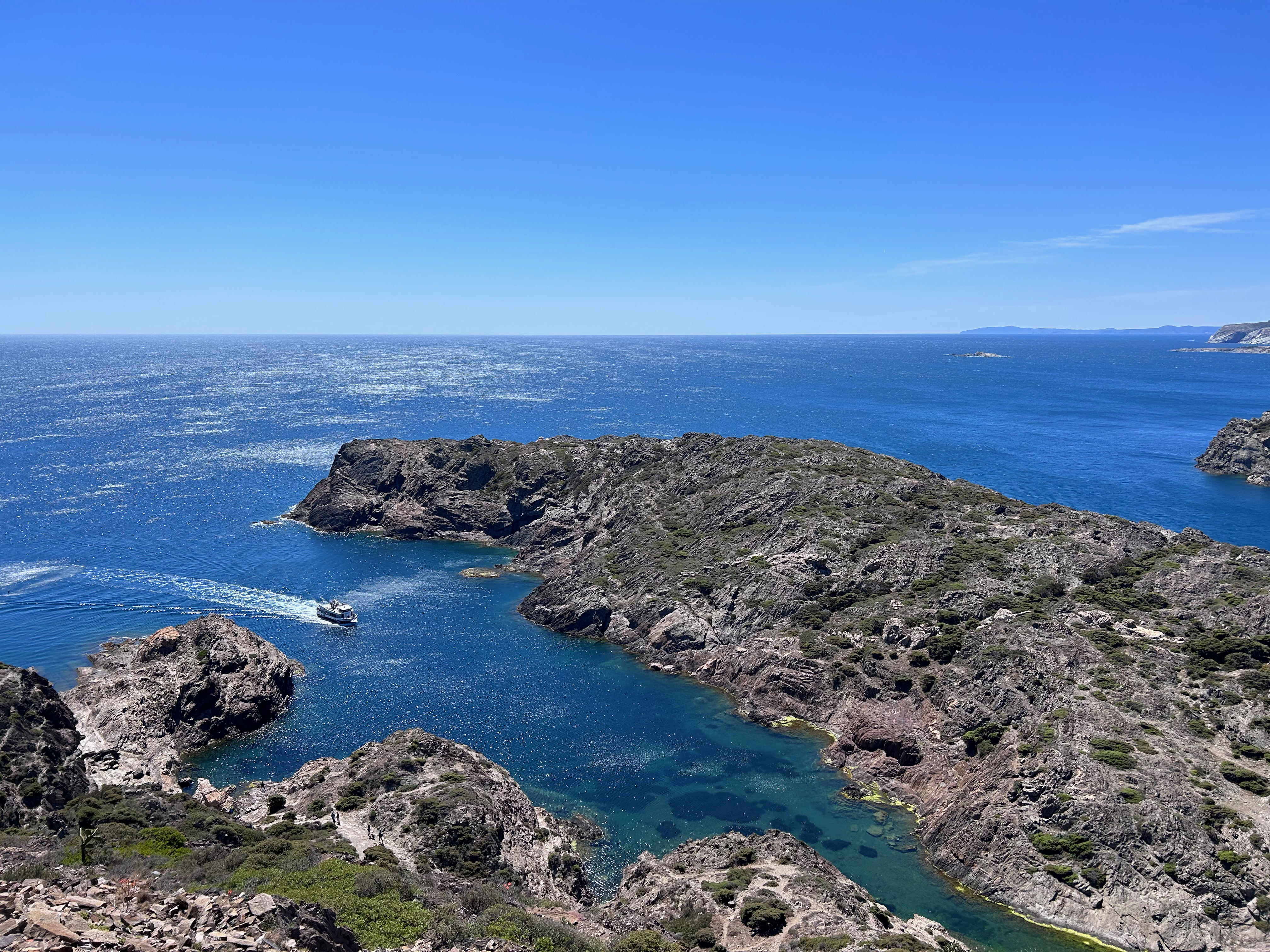
Blick nach Süden
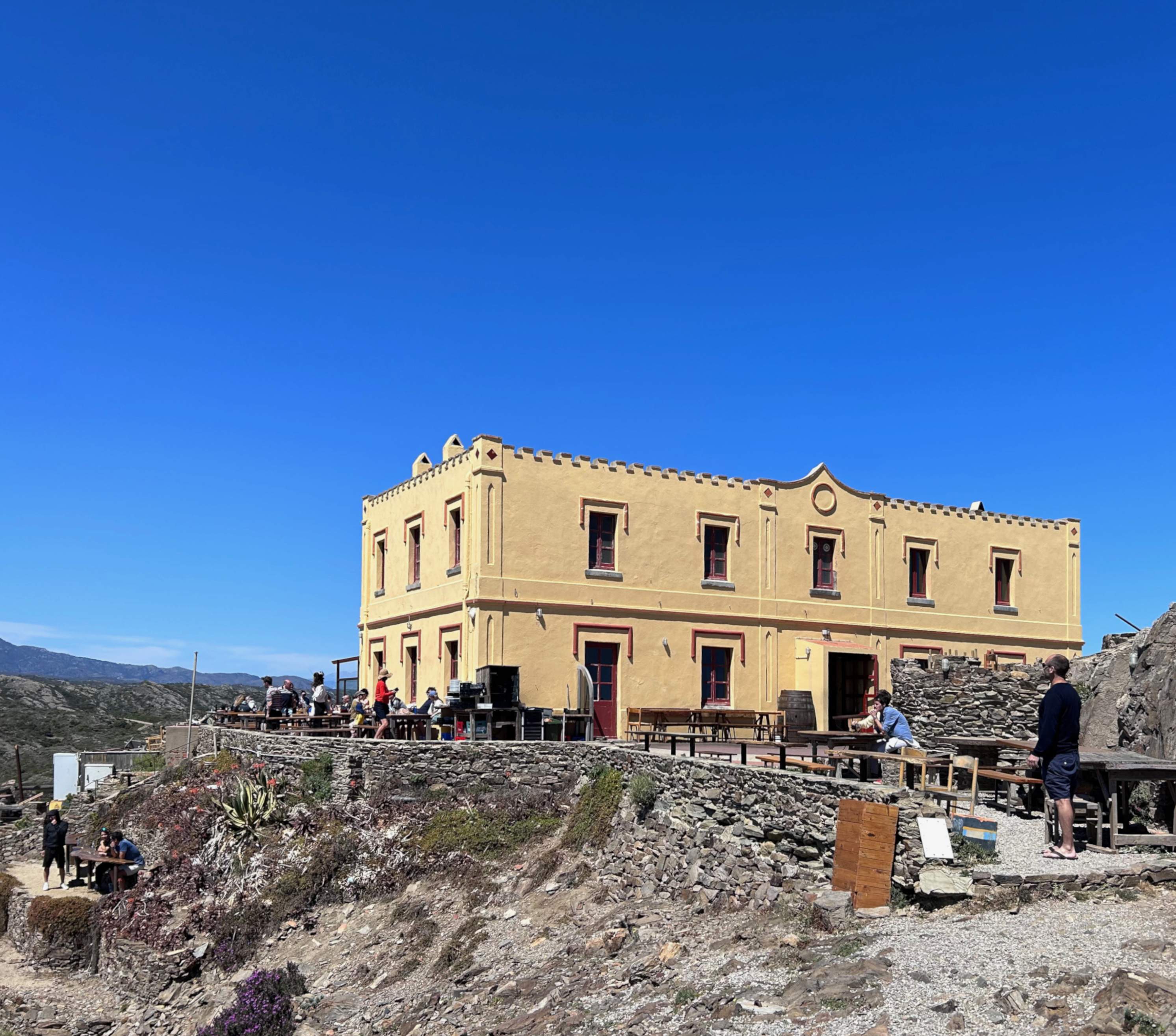
Restaurant
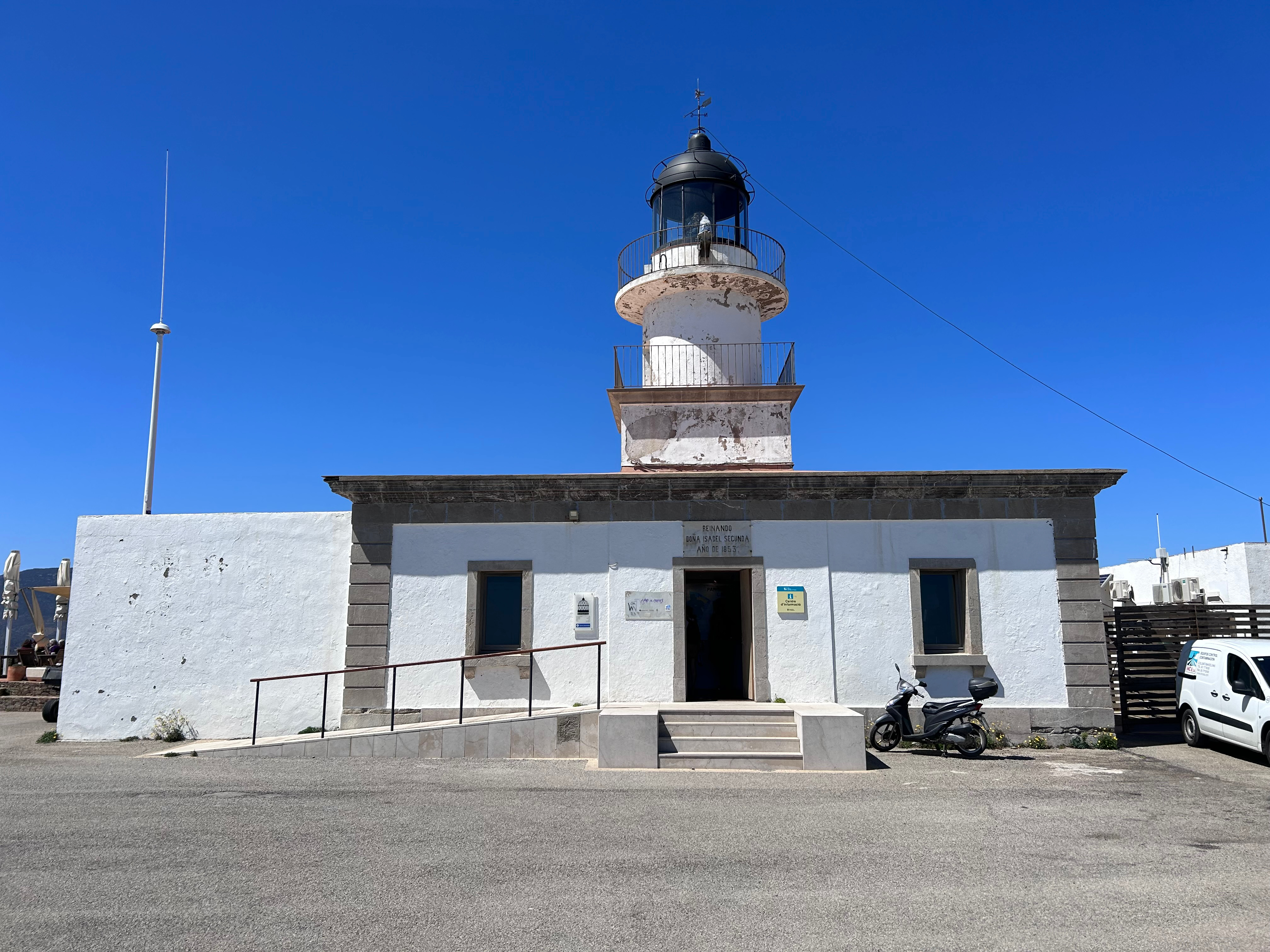
Informationszentrum und Leuchtturm
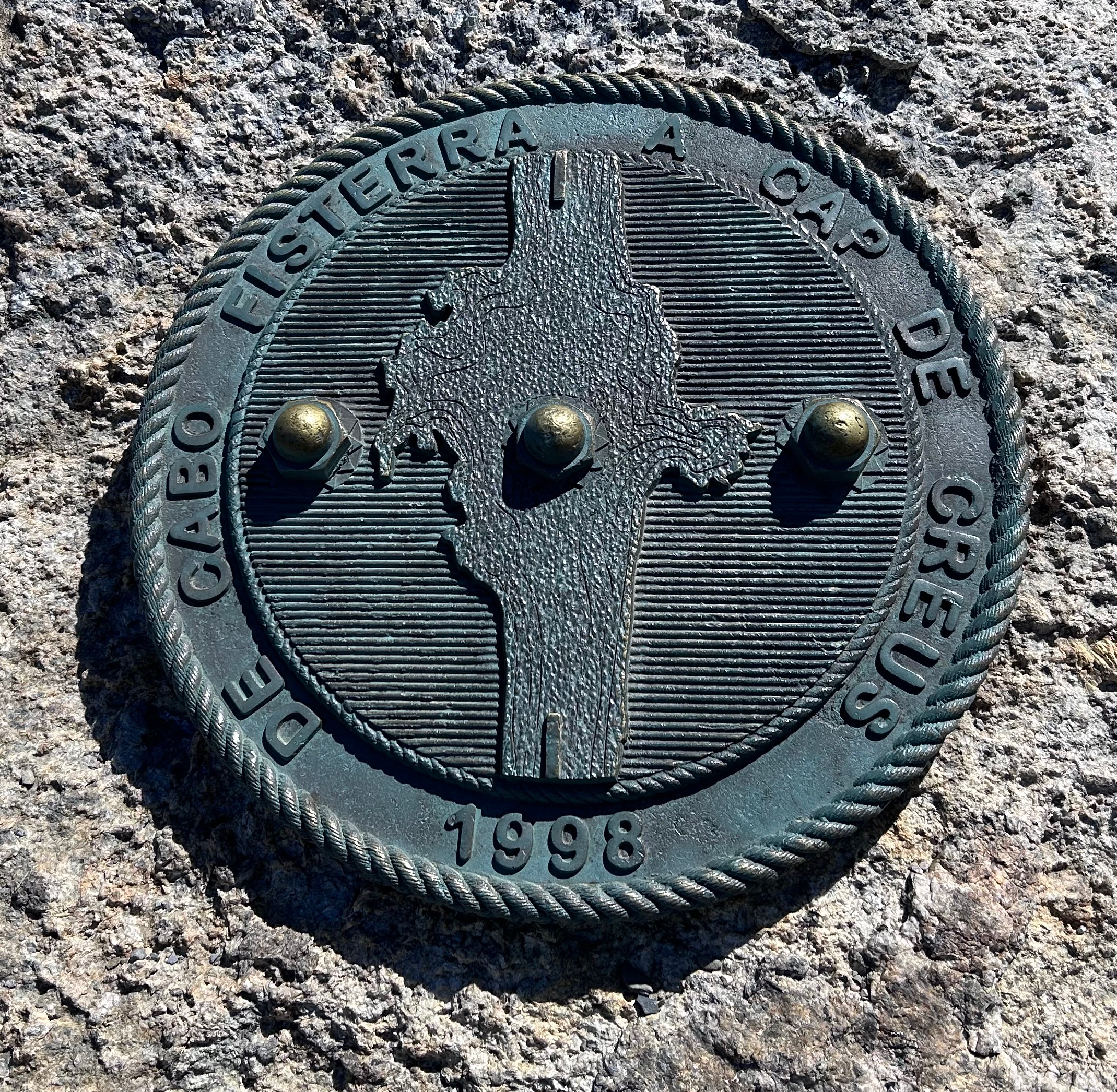
Die Endpunkte der Linie quer durch Spanien: Kap Finisterre im Westen und Cap de Creus im Osten

## Lage
Das Cap de Creus liegt auf einer Halbinsel, die über 10 km weit in das Mittelmeer hineinreicht. Hier fallen die Ausläufer der Pyrenäen ins Meer, wobei sich der höchste Punkt der Halbinsel, der Sant Salvador Saverdera, 670 m über den Meeresspiegel erhebt. Das Cap de Creus bildet die nördliche Begrenzung des Golfes von Roses an der nördlichen Costa Brava. Es grenzt an Roses und an El Port de la Selva und schließt die Ortschaften Cadaqués und Port Lligat ein.

## Naturpark Cap de Creus

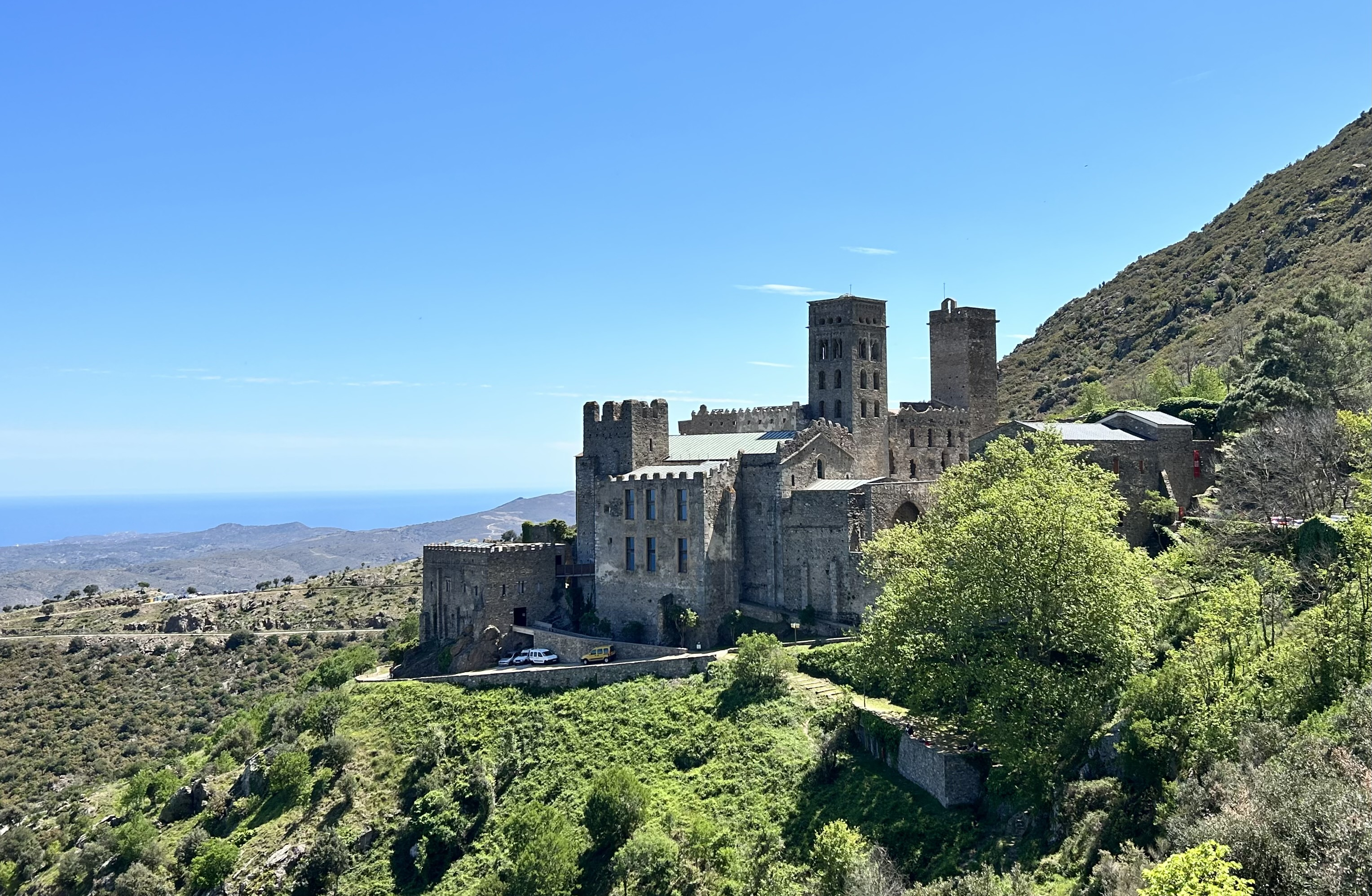
Sant Pere de Rodes

Die Halbinsel Cap de Creus wurde durch das Gesetz 4/1998 zum Schutz des Cap de Creus im Jahre 1998 zum Naturpark erklärt. Die Gesamtfläche des Naturparks beträgt 13.886 ha, wobei 3.073 ha Wasser- und 10.813 ha Landfläche geschützt sind. Zum geschützten Seebereich gehören die Gebiete Cap Gros, Punta de Cap de Creus und Cap Norfeu.
Im Naturpark Cap de Creus steht das mittelalterliche Kloster Sant Pere de Rodes, in dem ein Informationszentrum über den Naturpark untergebracht ist. Oberhalb des Klosters liegen die Ruinen der ehemaligen Burganlage Castell de Verdera.

## Geologie
Die Landschaft am Cap de Creus ist durch die Erosion der Tramuntana-Winde geprägt, so dass teilweise bizarre Felsenformationen entstanden sind. Das Gestein besteht aus Pegmatit, Migmatit und Schiefer.

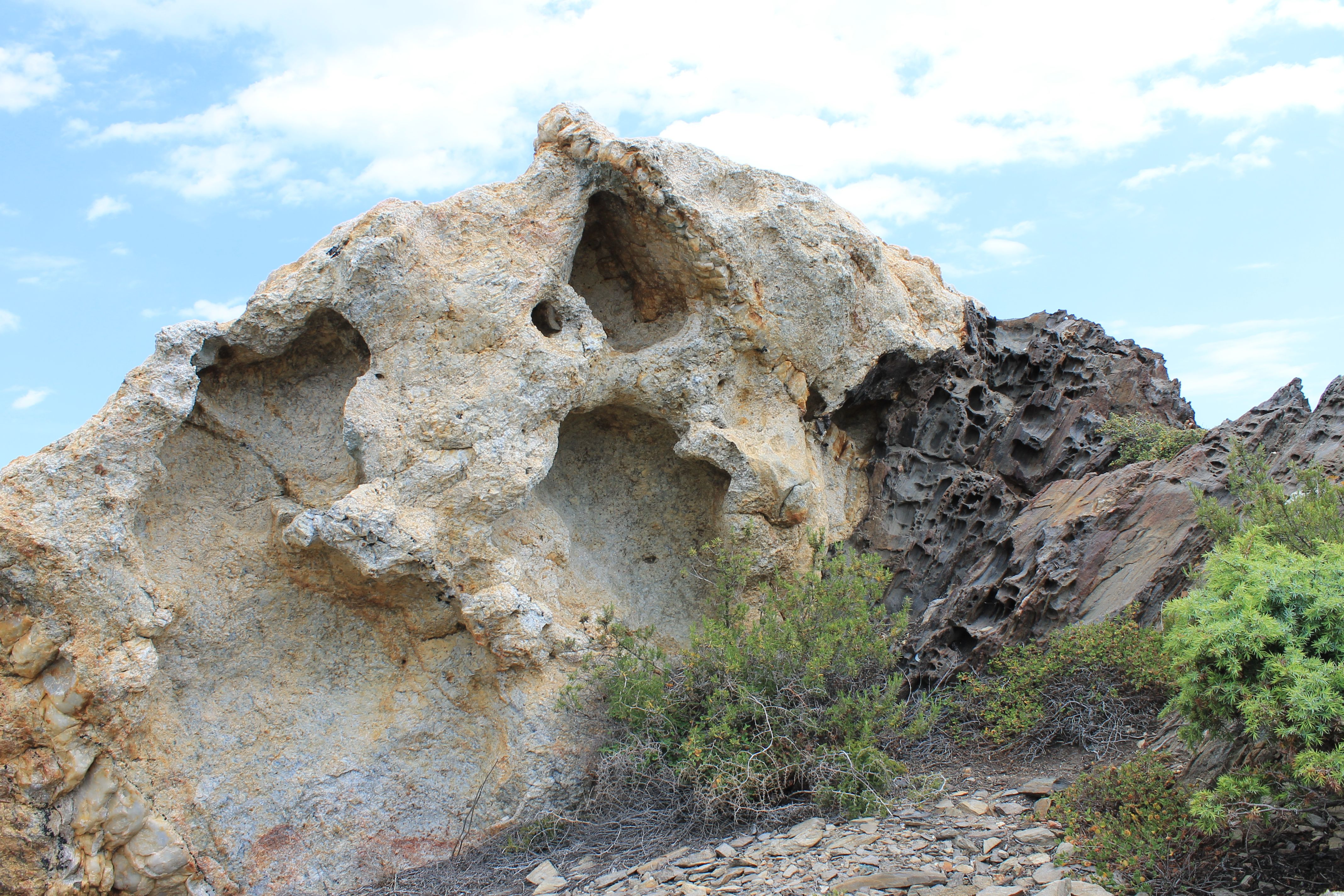
Felsen aus Quarzit (hell) und tafoniertem, metamorphem Schiefer
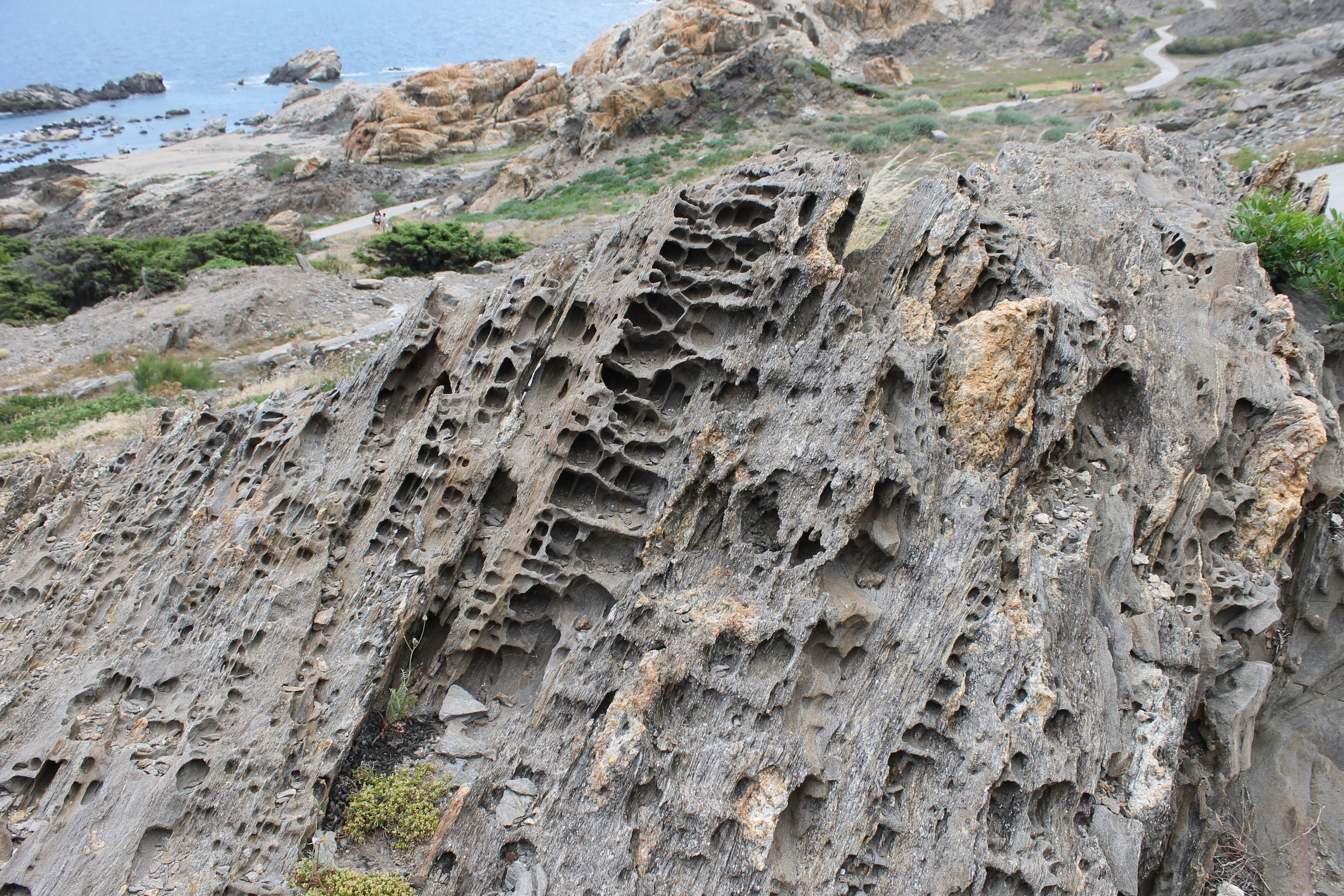
Tafonis in metamorphen Schiefern
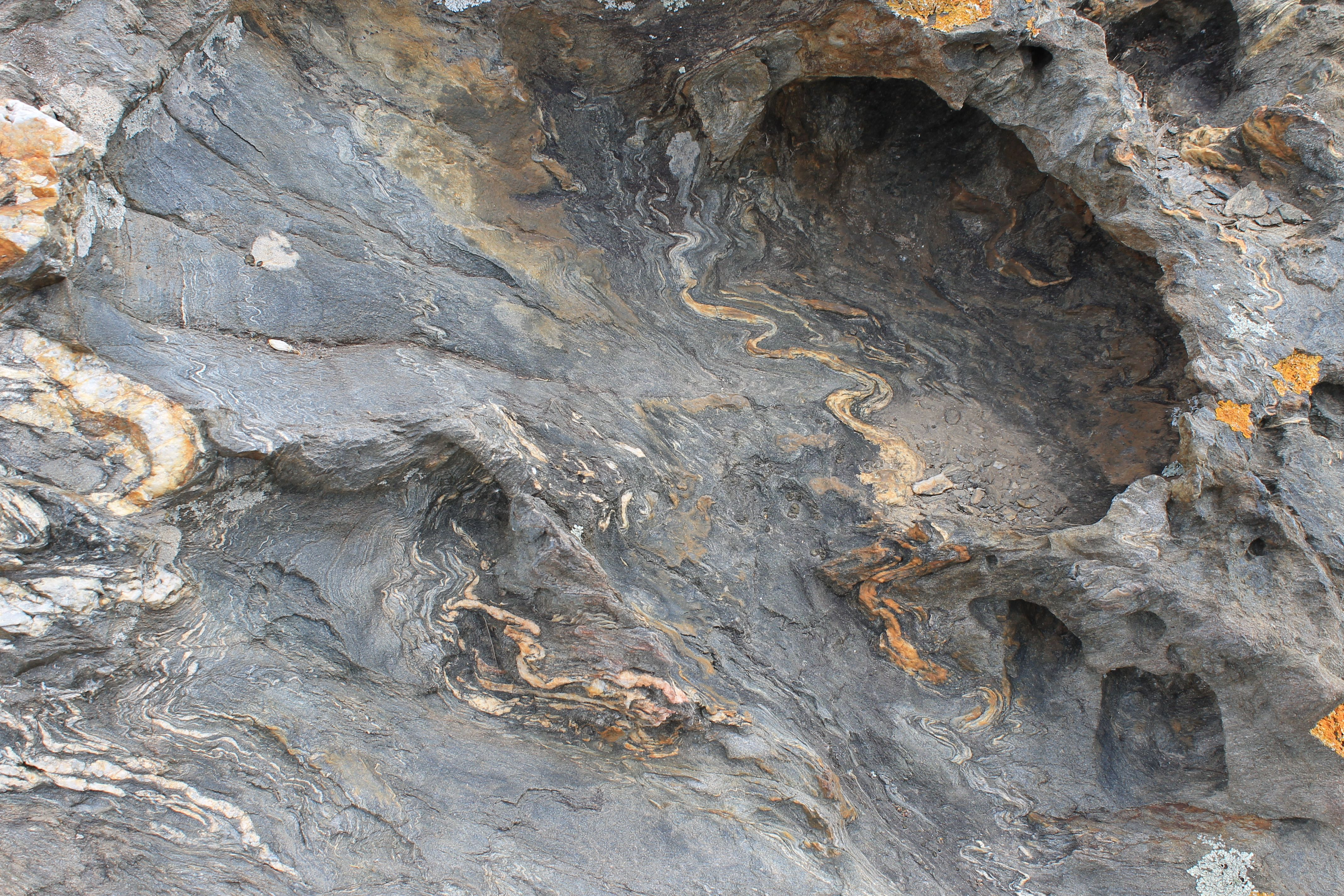
Migmatit: Die hellen, aufgeschmolzenen Gesteinsbestandteile (Leukosom) zeigen eine intensive Verfaltung (Ptygmatisierung).
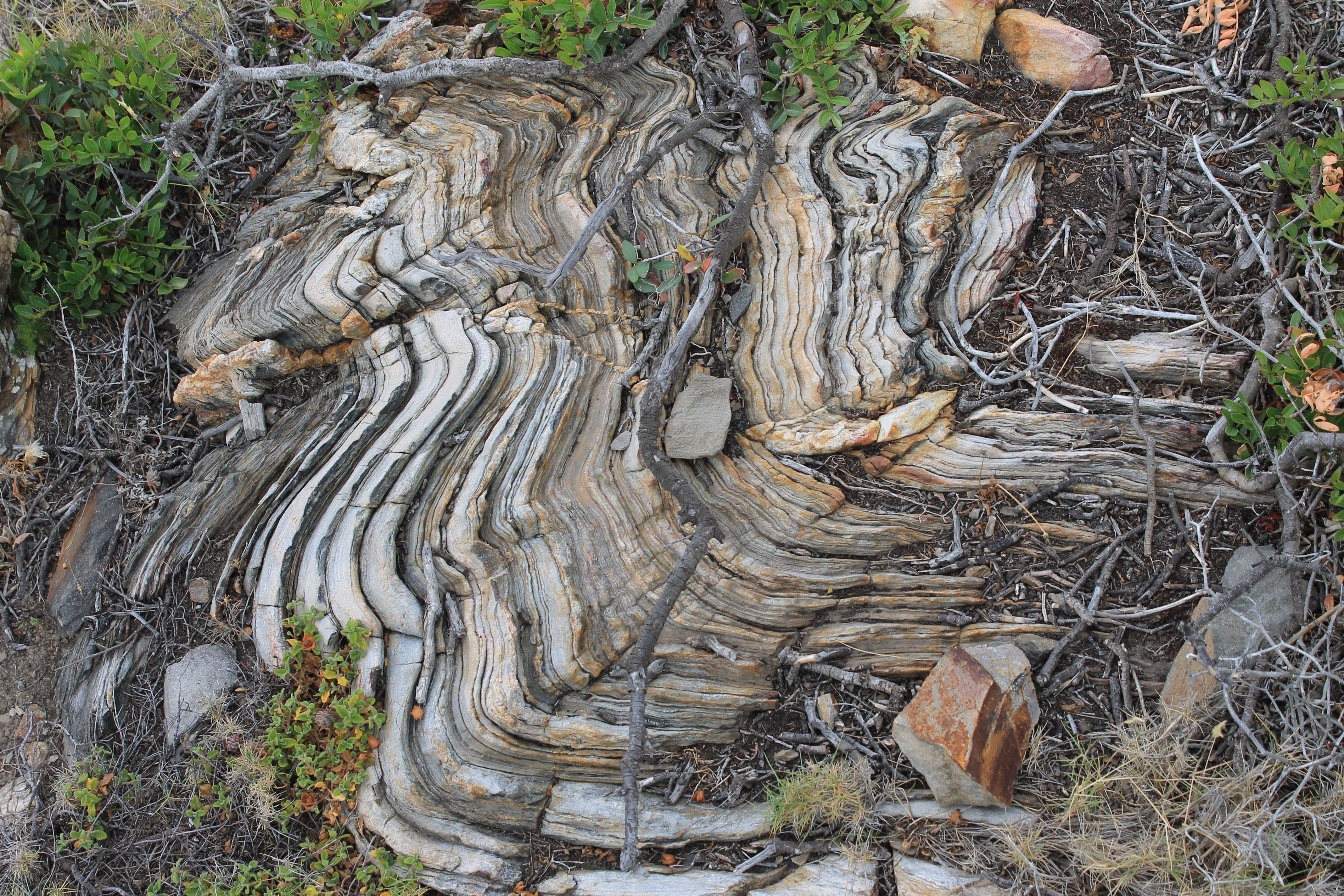
Quarzit mit migmatitischem Gefüge und einzelnen boudinierten Lagen
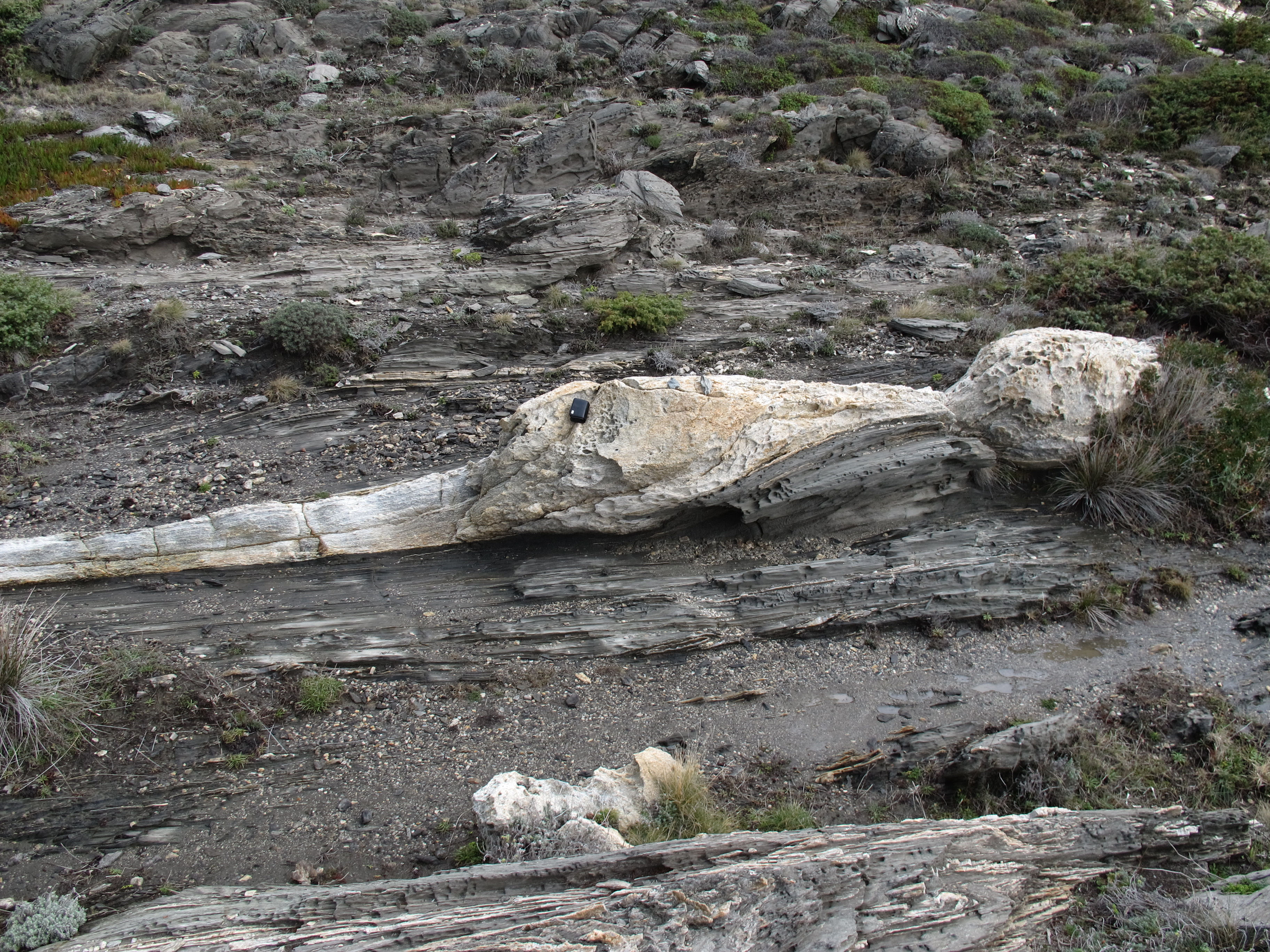
Ein Boudin
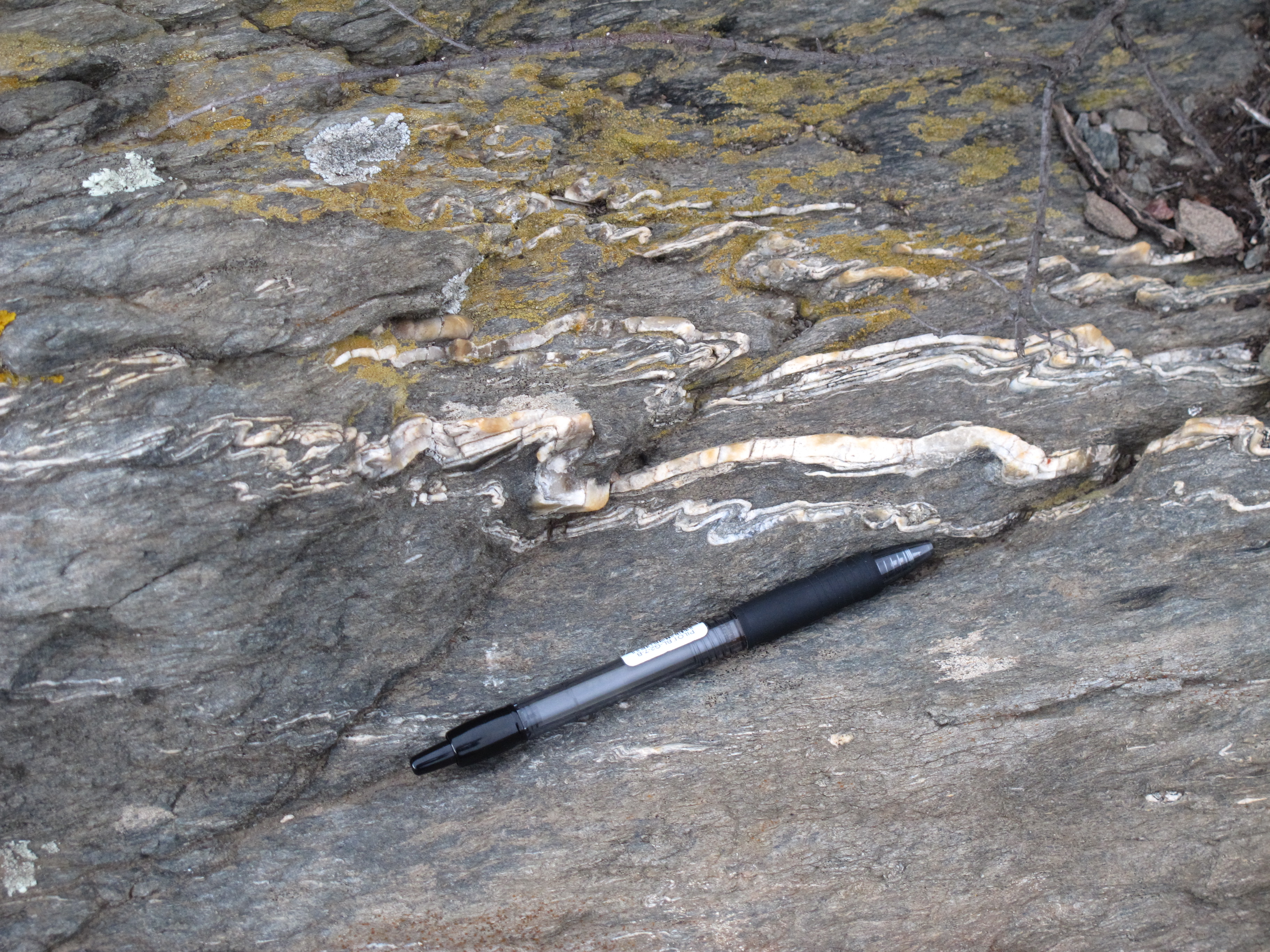
Ptygmatische Falten in einem Migmatit

### Zoomorphismus und Surrealismus
Wind und Regen haben den exponierten Felsen im Naturpark ungewöhnliche Formen gegeben. Einige besondere Formationen sind mit Tiergestalten in Verbindung gebracht worden, haben entsprechende Namen erhalten und sind entlang des Hauptweges durch den Park mit Abbildungen auf Metallplatten markiert.

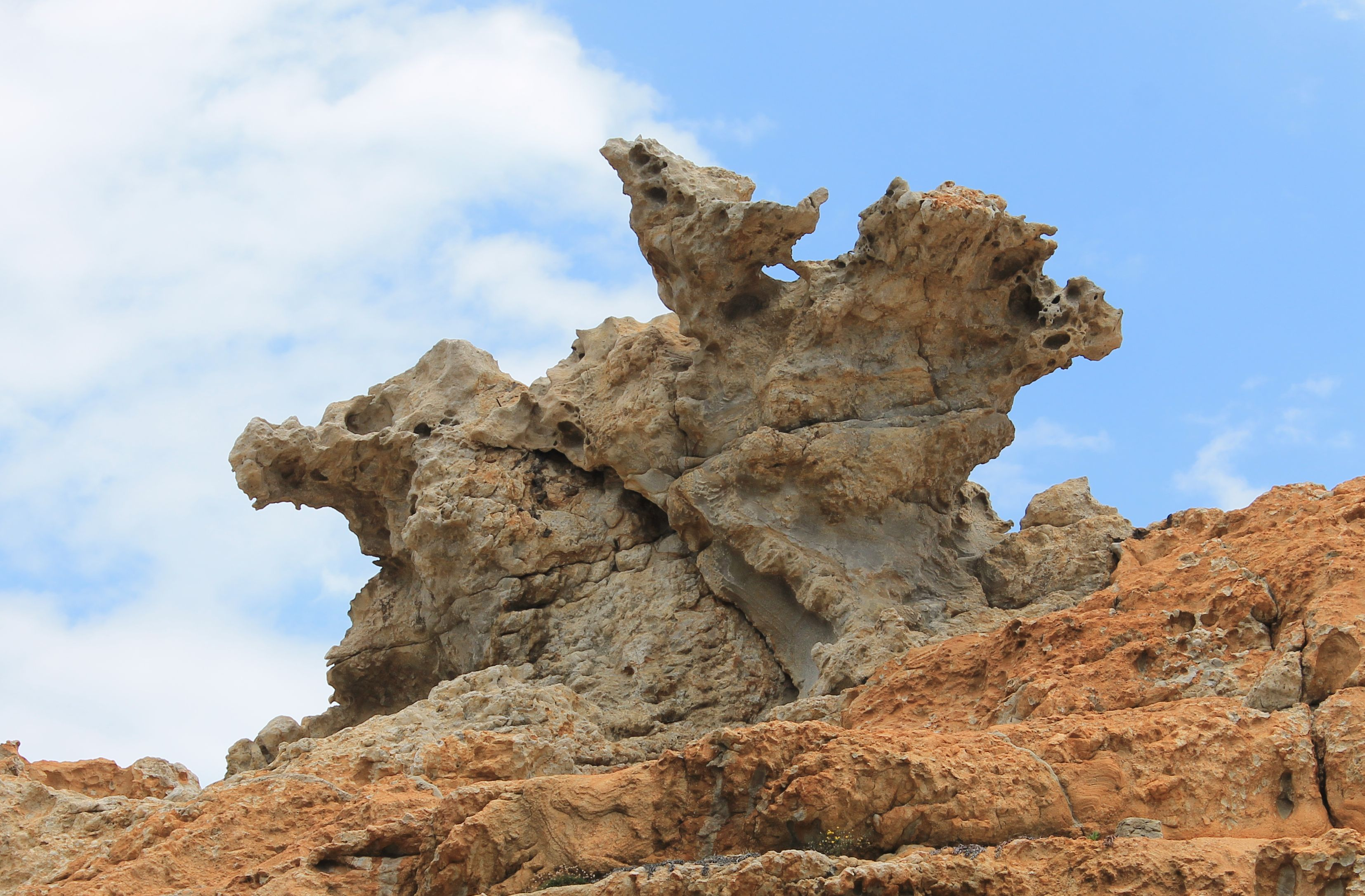
S'àguila de Tudela (Der Adler von Tudela)
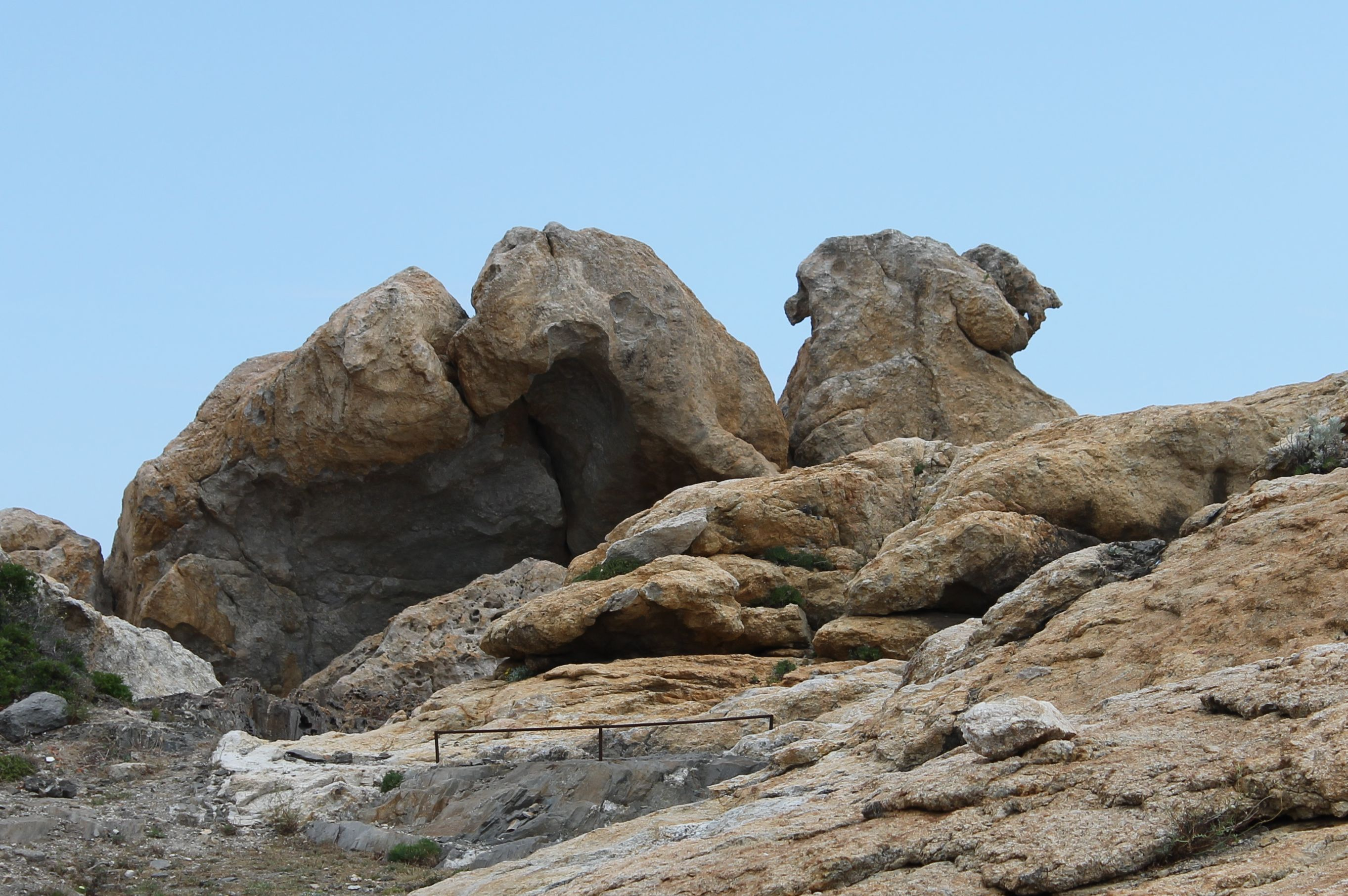
El camell de Tudela (Das Kamel von Tudela)
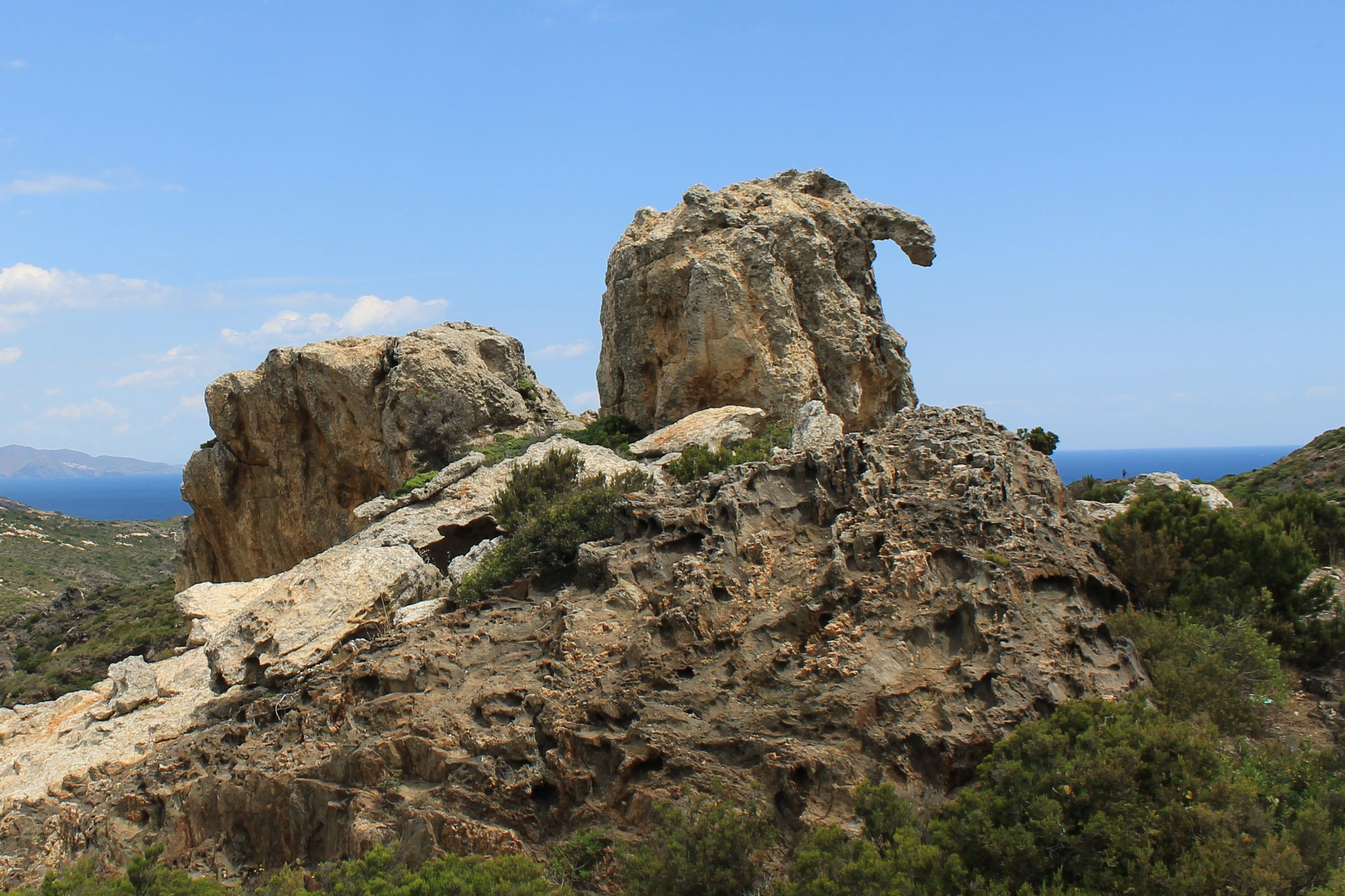
Es camell (Das Kamel)
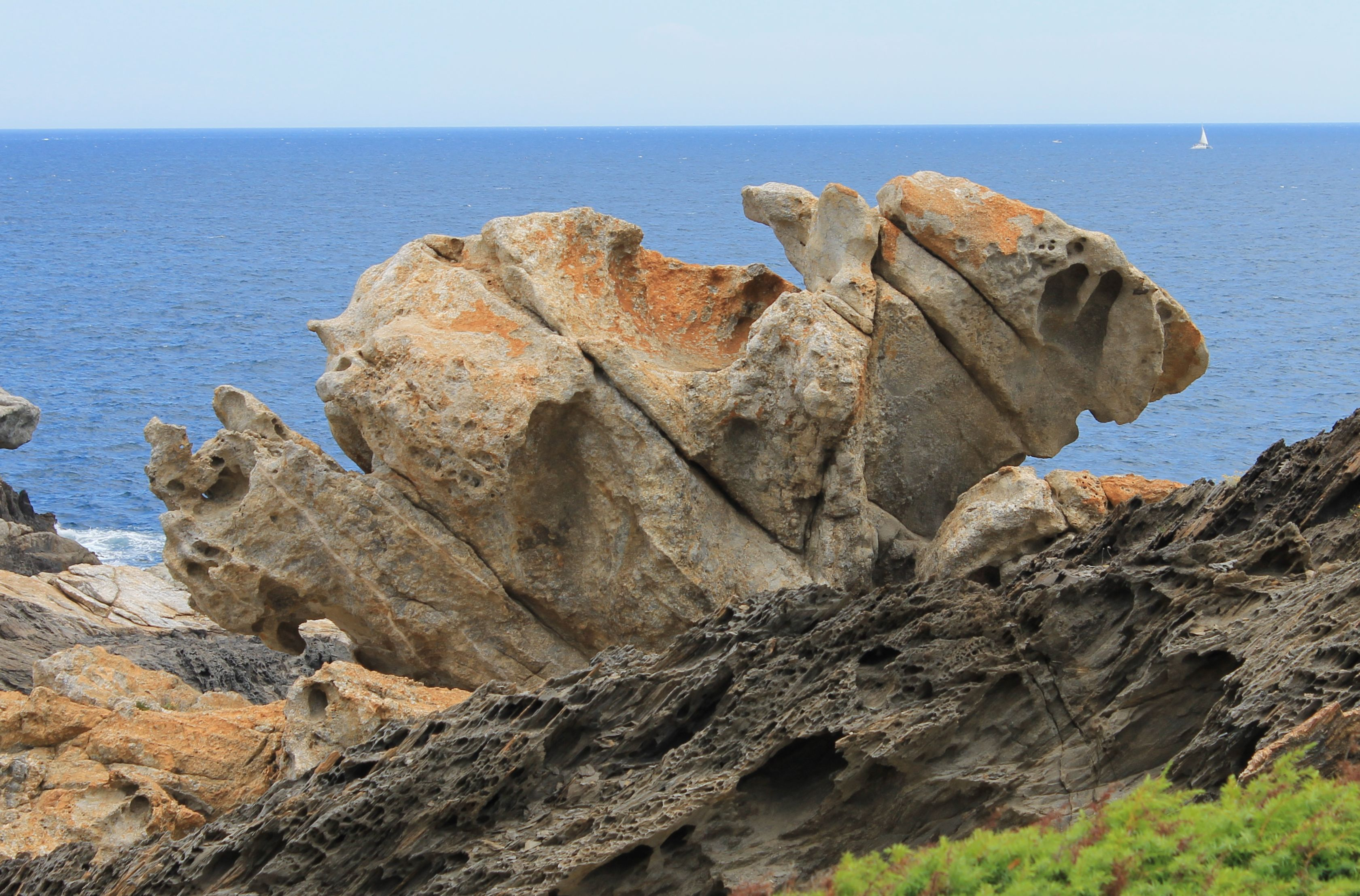
Es conill de Culip (Das Kaninchen von Tulip)
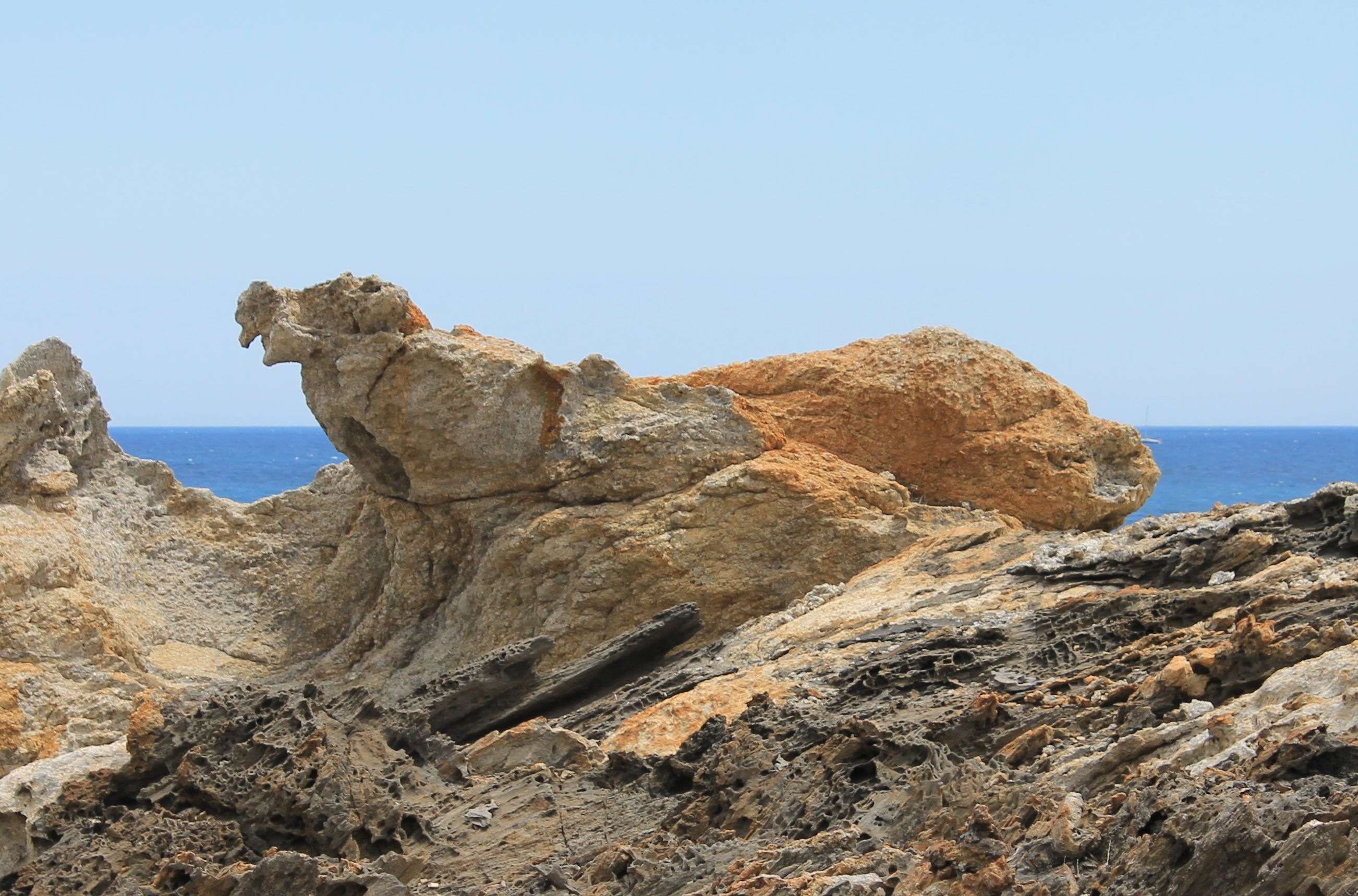
La foca (Der Seehund)
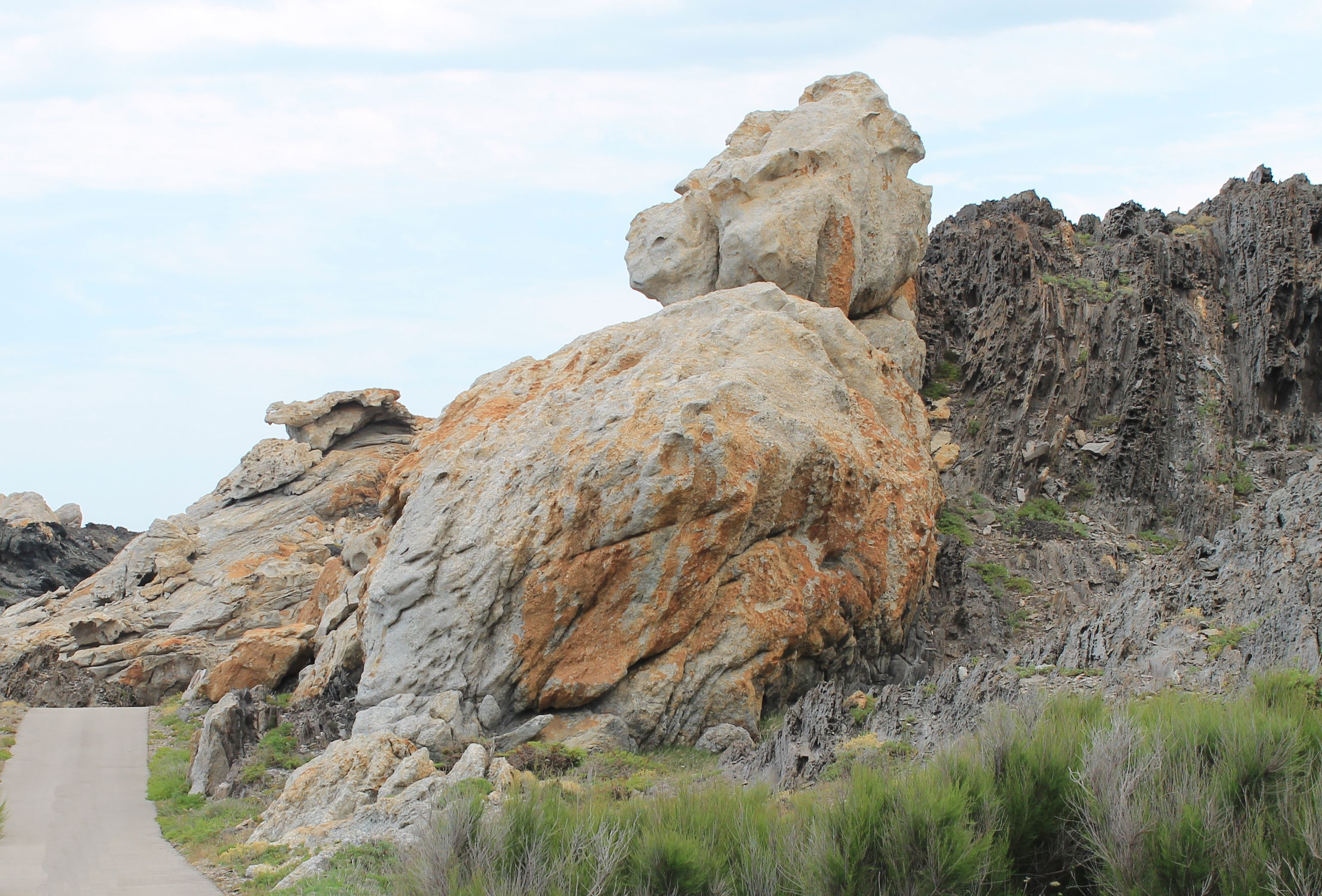
El goril·la (Der Gorilla)
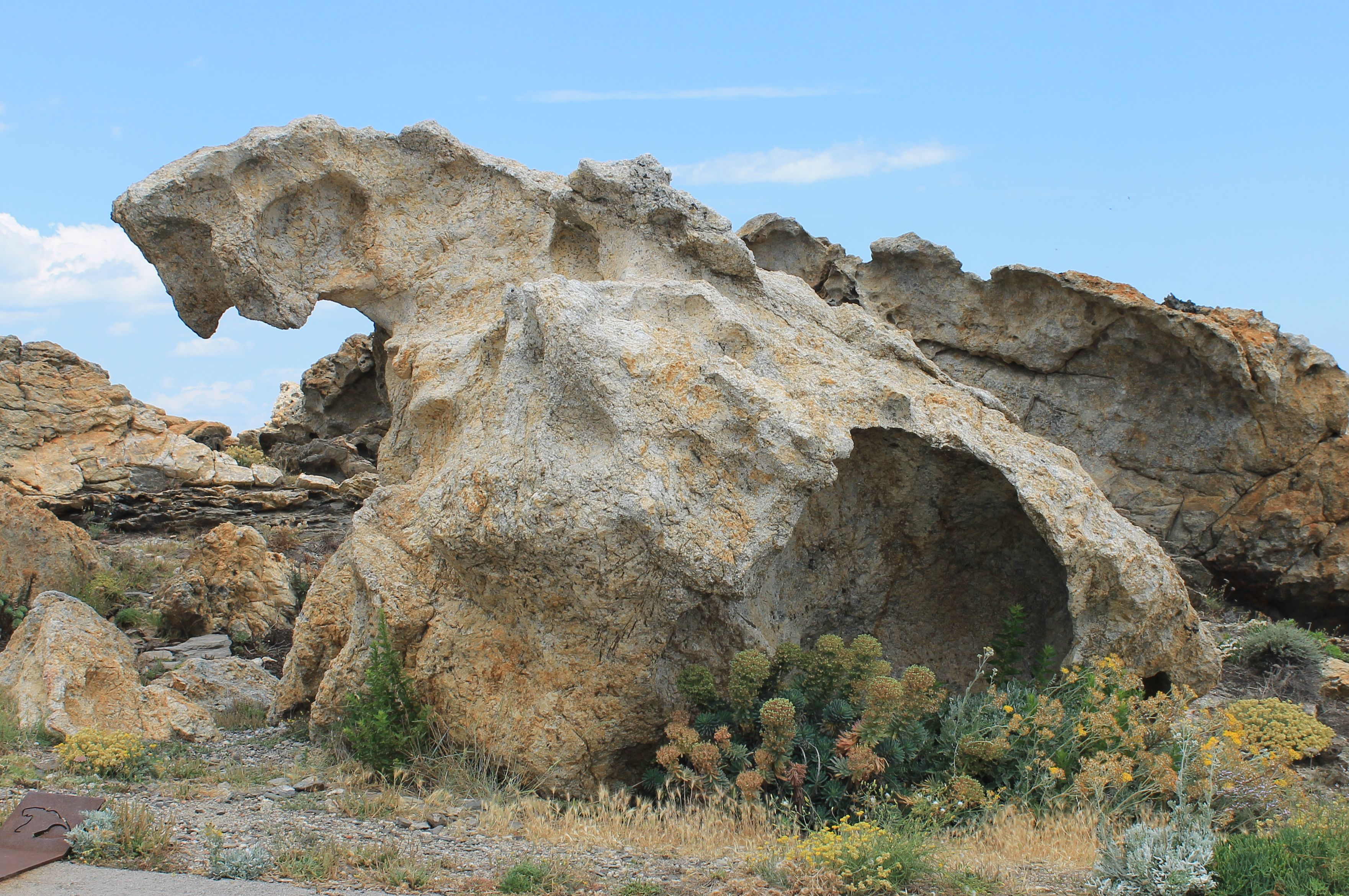
La llebre de Cala Culip (Der Hase von Cala Culip)
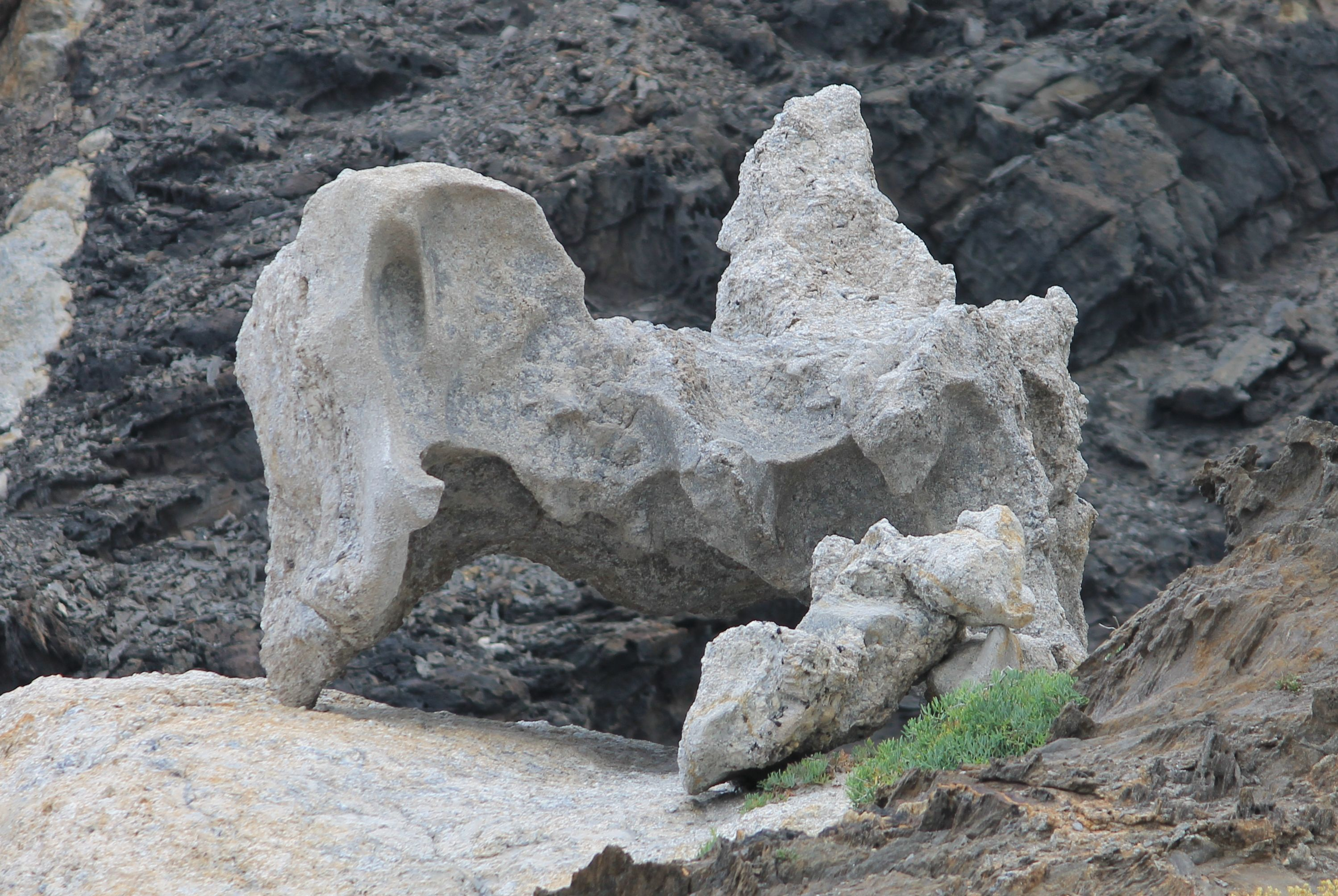
El gran masturbador (Der große Masturbator, durch Dalí so benannt)

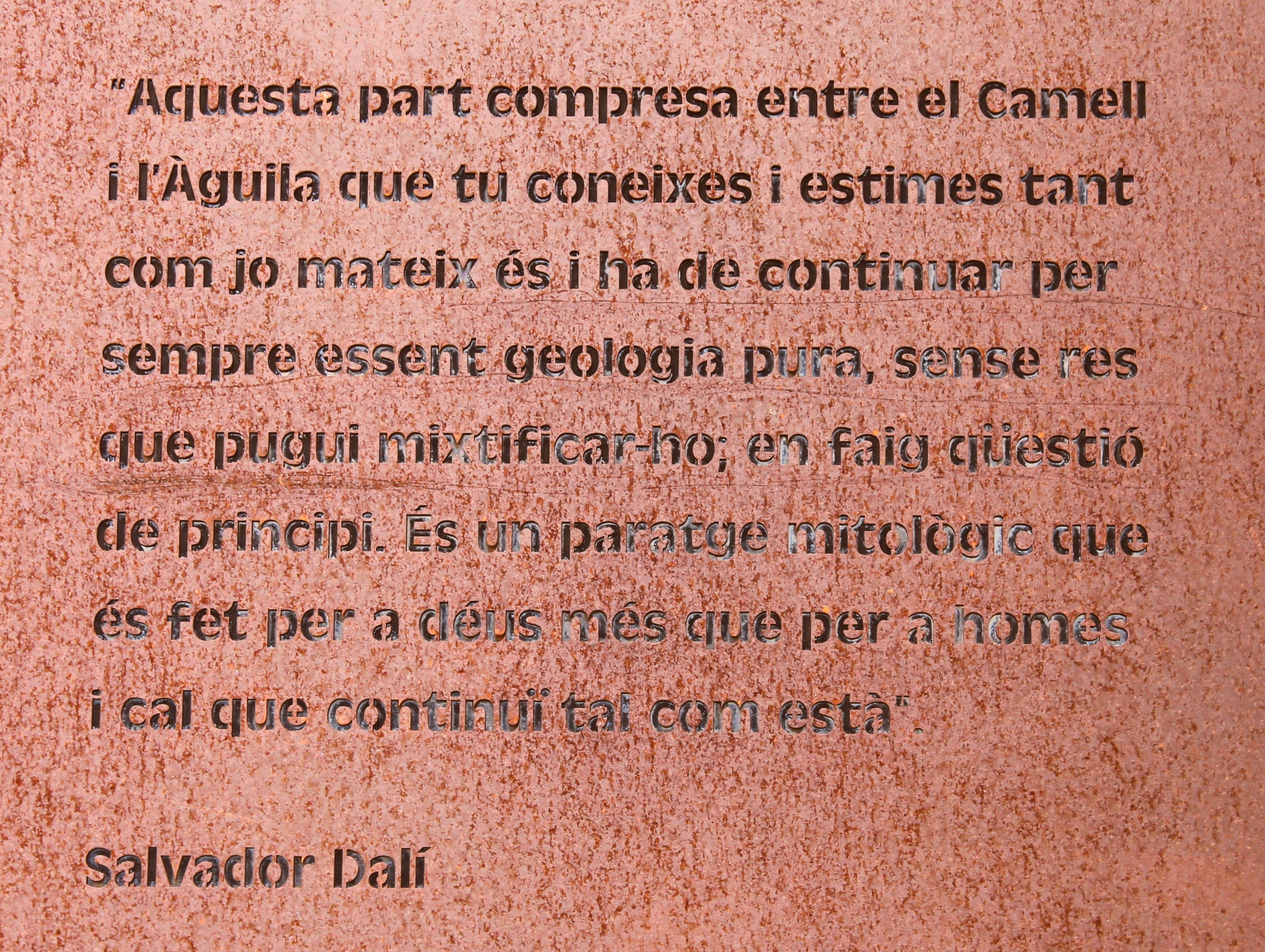
Das Dalí-Zitat auf einer Metallplatte im Naturpark Cap de Creus

Salvador Dalí, der Künstler des Surrealismus, der in der Nähe ein Haus bewohnte und dort sein Atelier hatte, ließ sich durch eine Felsformation zu der zerfließenden Form im Gemälde El gran masturbador inspirieren. Dalí fand die folgenden Worte für diesen Teil des Cap de Creus:

«Aquesta part compresa entre el Camell I l’Àguila que tu coneixes i estimes tant com jo mateix és i ha de continuar per sempre sent geologia pura, sense res que pugui mitificar-lo, ho faig una qüestió de principis. És un paratge mitològic que es fet per Déus més que per a Homes i cal que continuï tal com està.»

„(Frei übersetzt) Dieser Teil zwischen dem Kamel und dem Adler, den du ebenso wie ich kennst und liebst, ist und sollte für immer reine Geologie bleiben, ohne irgendetwas, das es beschädigen könnte; das ist eine Sache des Prinzips. Dies ist ein mythologischer Platz, mehr für die Götter als für die Menschen gemacht und das sollte er bleiben.“

## Flora und Fauna
Am Cap de Creus wachsen endemische Pflanzenarten wie der Strandflieder (Limonium geronense). Ebenfalls wachsen am Kap Baum-Wolfsmilch und Dorn-Tragant sowie Neptungras als Wasserpflanze, Disteln, Kakteen, sowie weitere typische Küstenpflanzen des Mittelmeerraumes.

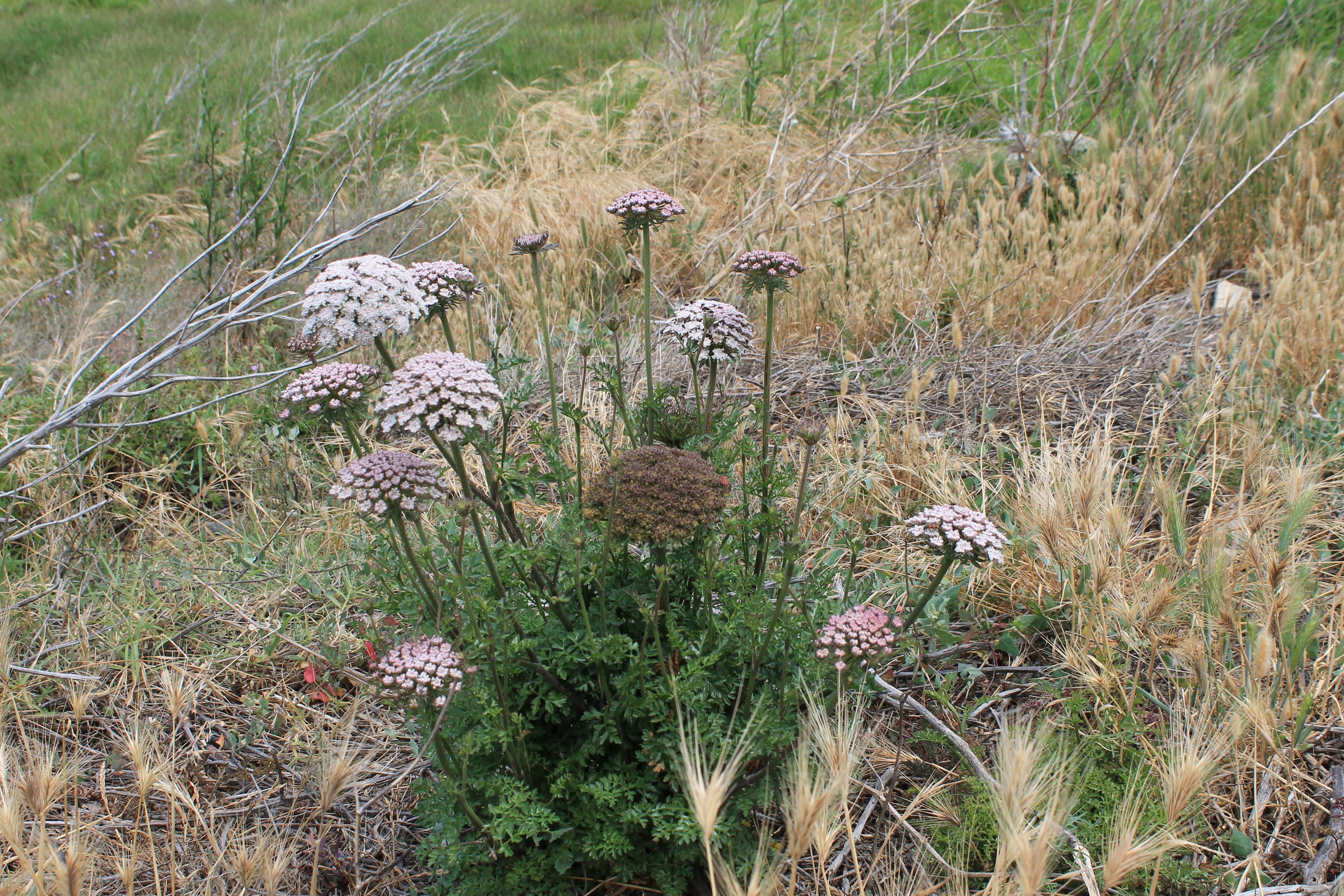
Wilde Möhre (Daucus carota subsp. hispanicus)
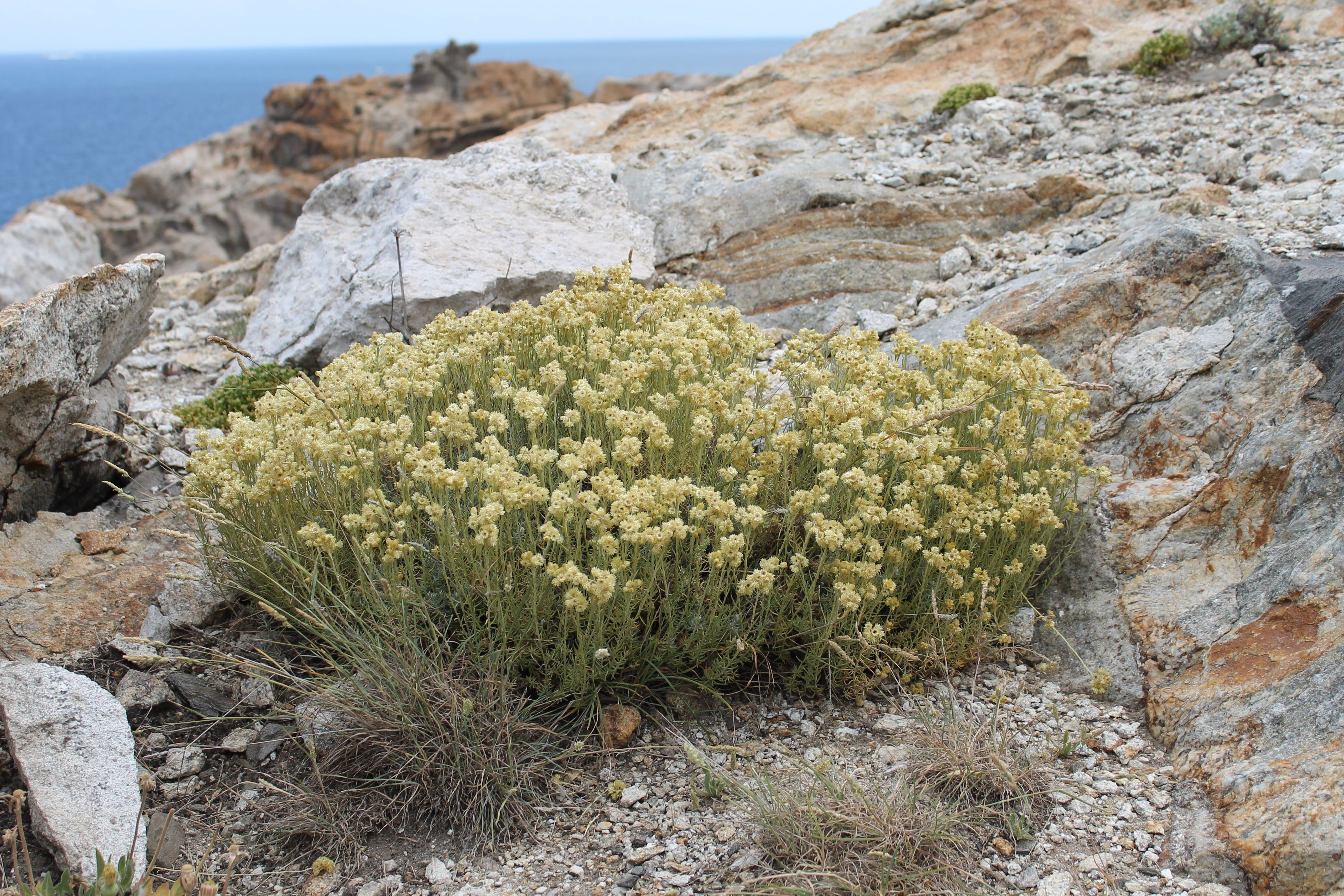
Strohblume (Helichrysum)
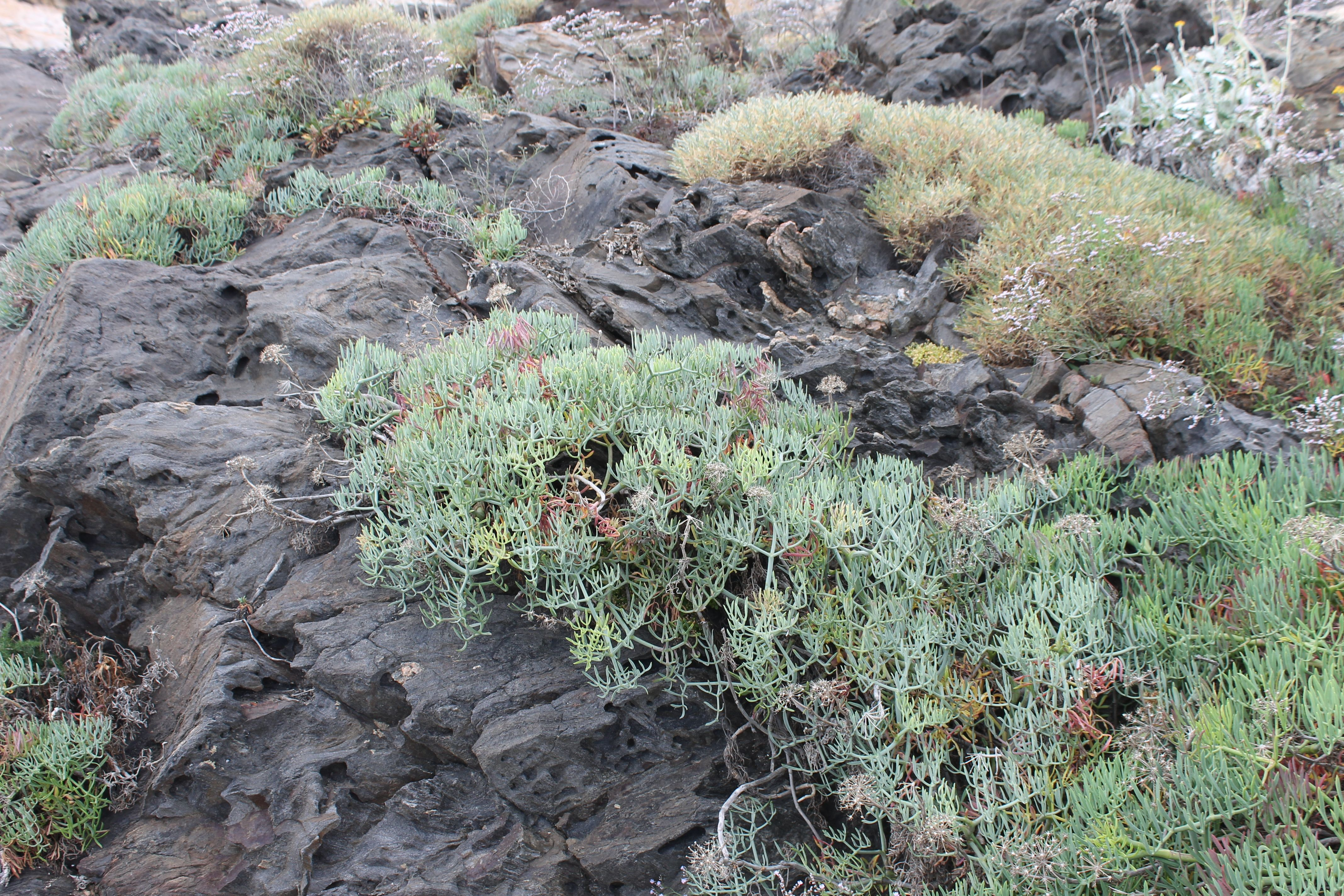
Meerfenchel (Crithmum maritimum)
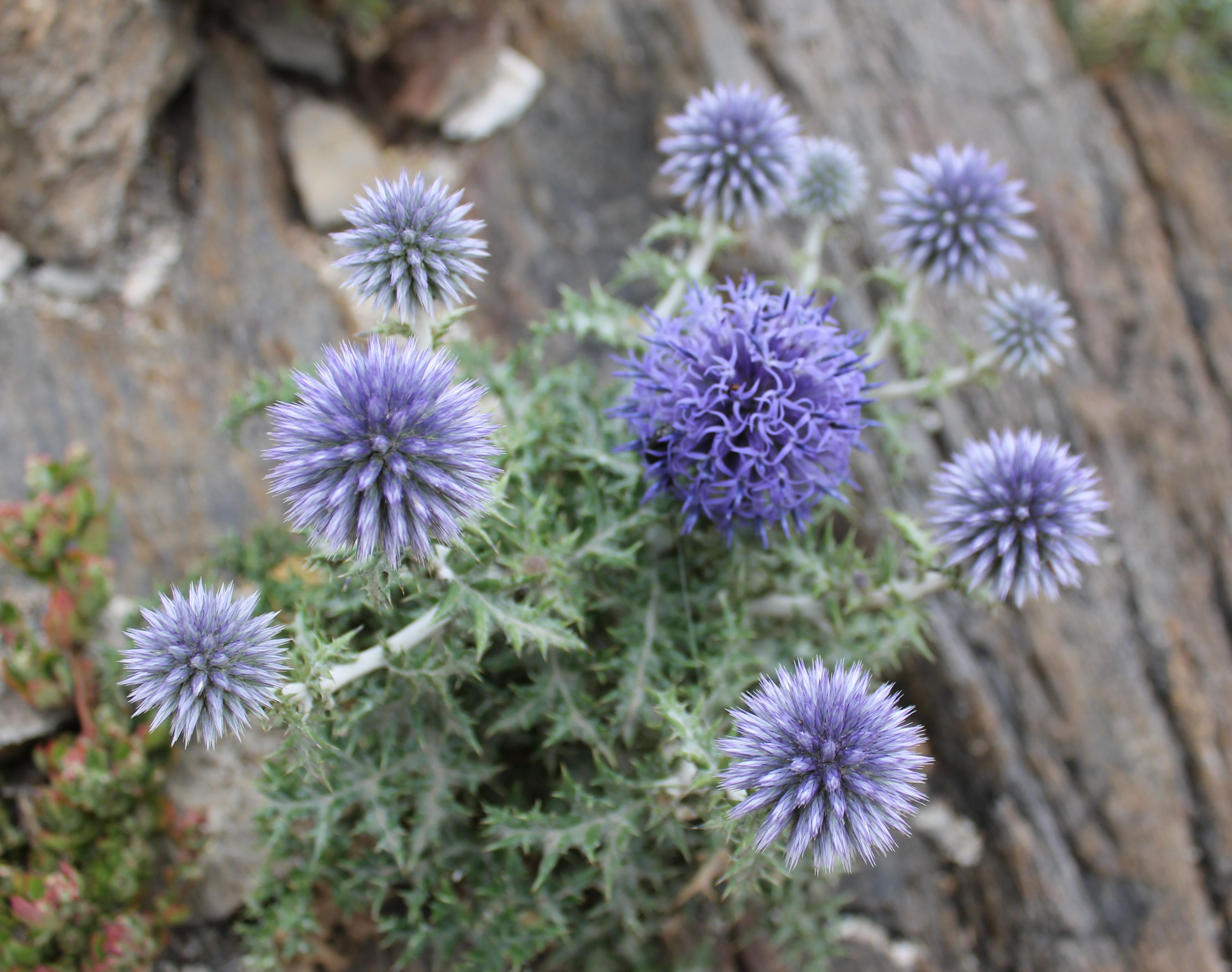
Ruthenische Kugeldistel (Echinops ritro)
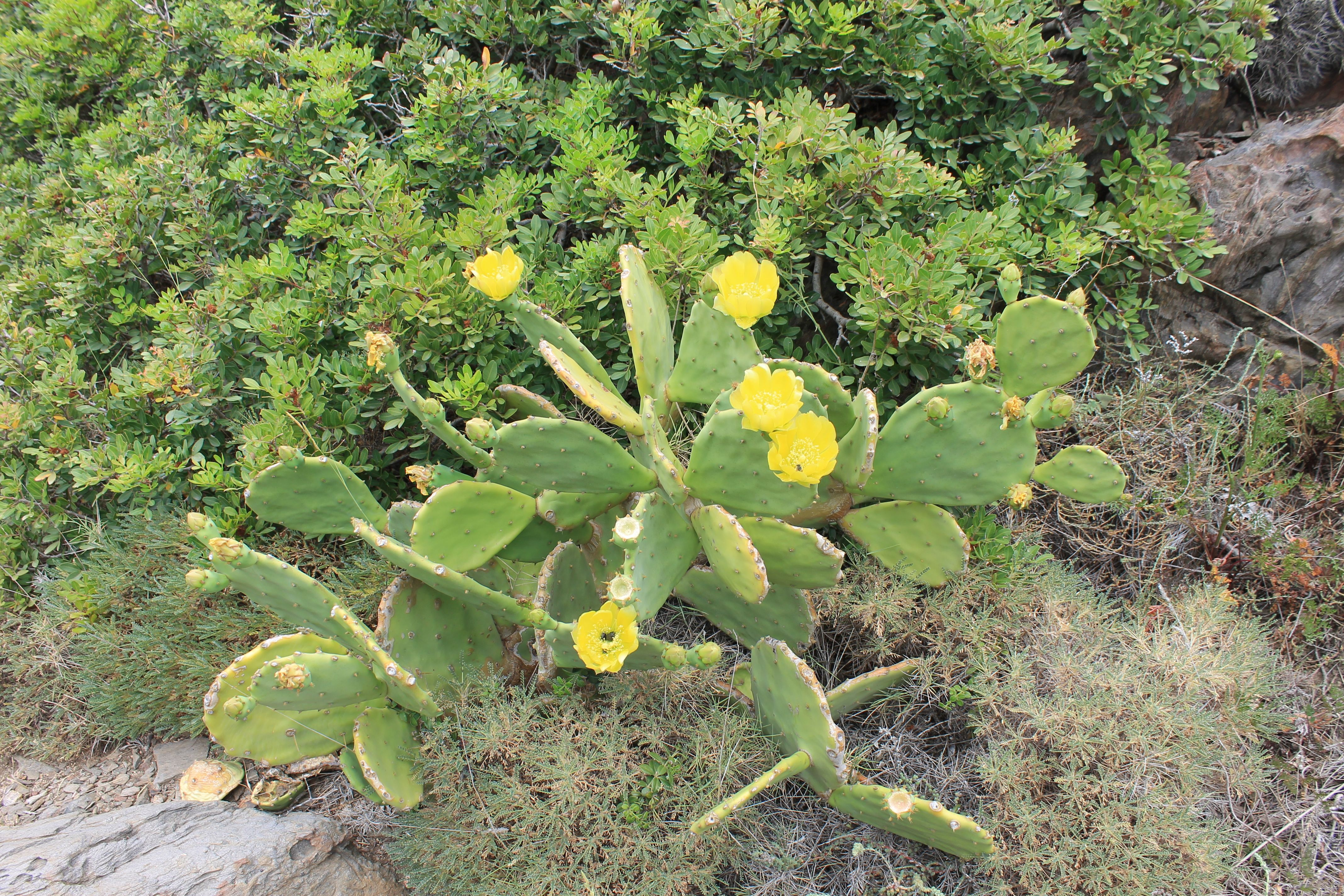
Opuntie (Opuntia ficus-indica)
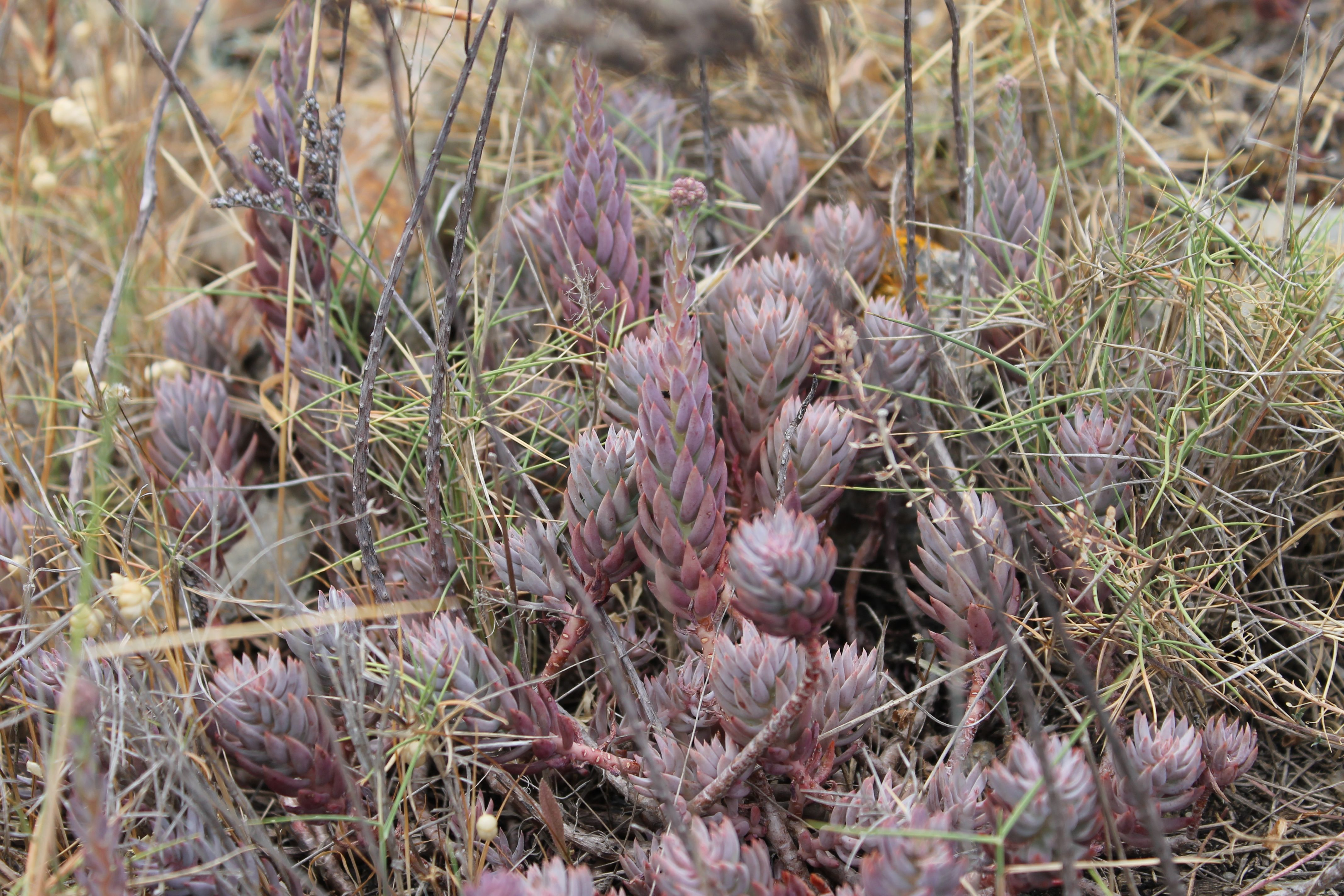
Fetthenne (Sedum)

Die hier lebenden Tiere sind unter anderem der Mittelmeerlaubfrosch (Hyla meridionalis), der Mittelmeer-Steinschmätzer (Oenanthe hispanica), die Krähenscharbe (Phalacrocorax aristotelis) und der Zackenbarsch (Epinephelus guaza).

## Leuchtturm

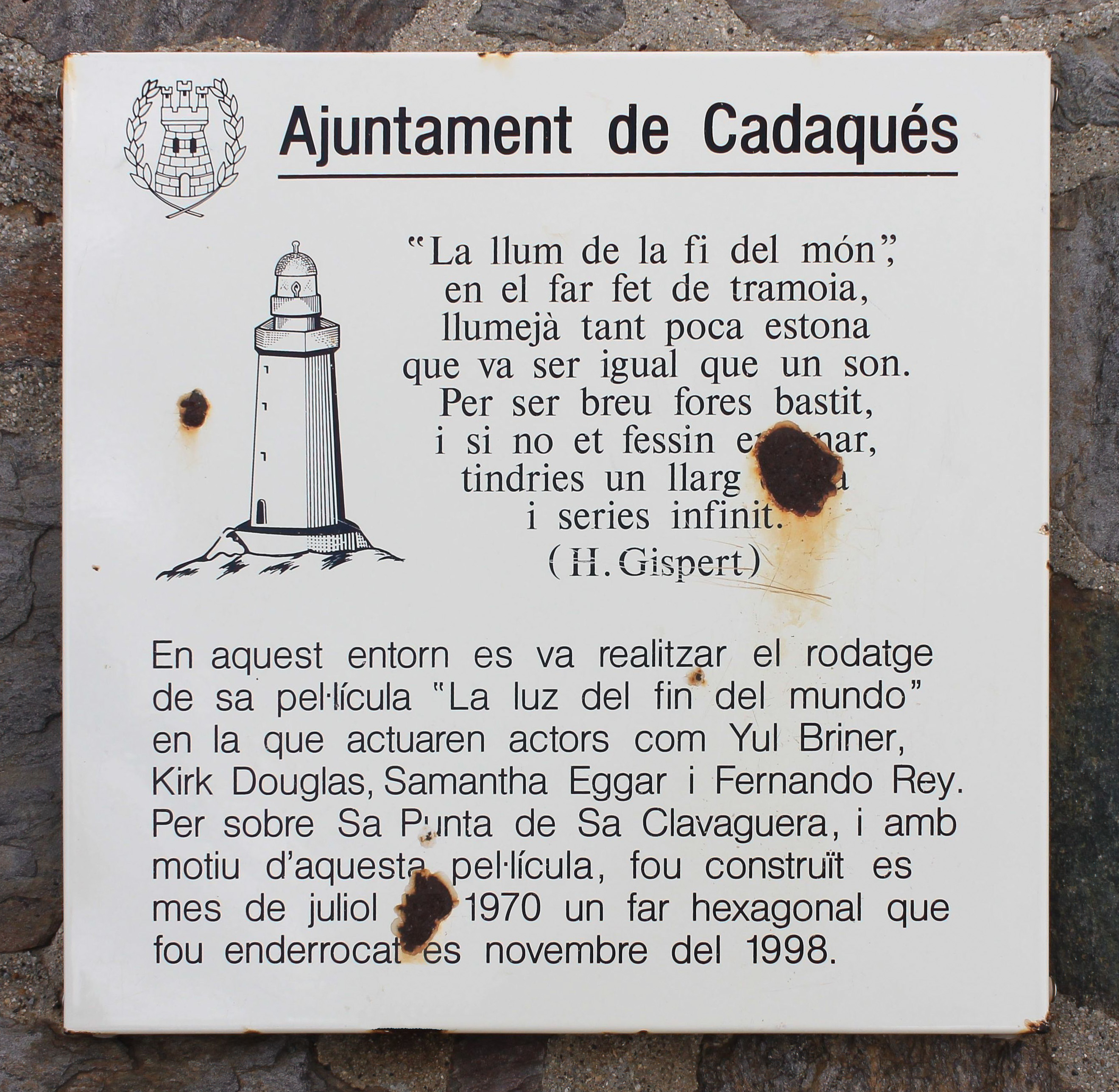
Hinweistafel

Die Spitze des Kaps bildet die Punta de Cap de Creus mit einem Leuchtturm. Er wurde 1853 eingeweiht und liegt 78 m über dem Meer und leuchtet 34 Seemeilen weit.
Neben dem Leuchtturm steht eine ehemalige Polizeikaserne, die zur seeseitigen Grenzüberwachung diente. Heute ist darin ein Restaurant untergebracht.
Eine Hinweistafel der Stadtverwaltung von Cadaqués erinnert daran, dass an der Landspitze Sa Punta de sa Clavaguera unterhalb des Leuchtturms im Juli 1970 für die Dreharbeiten des Films Das Licht am Ende der Welt ein hexagonaler Leuchtturm gebaut wurde, der erst im November 1998 abgerissen wurde.

## Aktivitäten
Der Naturpark Cap der Creus ist eine beliebte Gegend zum Wandern. Hier beginnt der Fernwanderweg GR 11, der quer durch die Pyrenäen bis zur Atlantikküste verläuft. Der Wanderweg GR 92.1 führt von Palau-saverdera durch alle Ortschaften bis an das Kap.
Der Seebereich am Cap de Creus ist ein beliebtes Tauchgebiet unter Sporttauchern. Aufgrund der felsigen Landschaft werden die meisten Tauchplätze mit Booten aus Cadaqués, Roses, El Port de la Selva oder Portlligat angefahren, nur an wenigen Plätzen ist ein Einstieg von Land aus möglich.

## Galerie

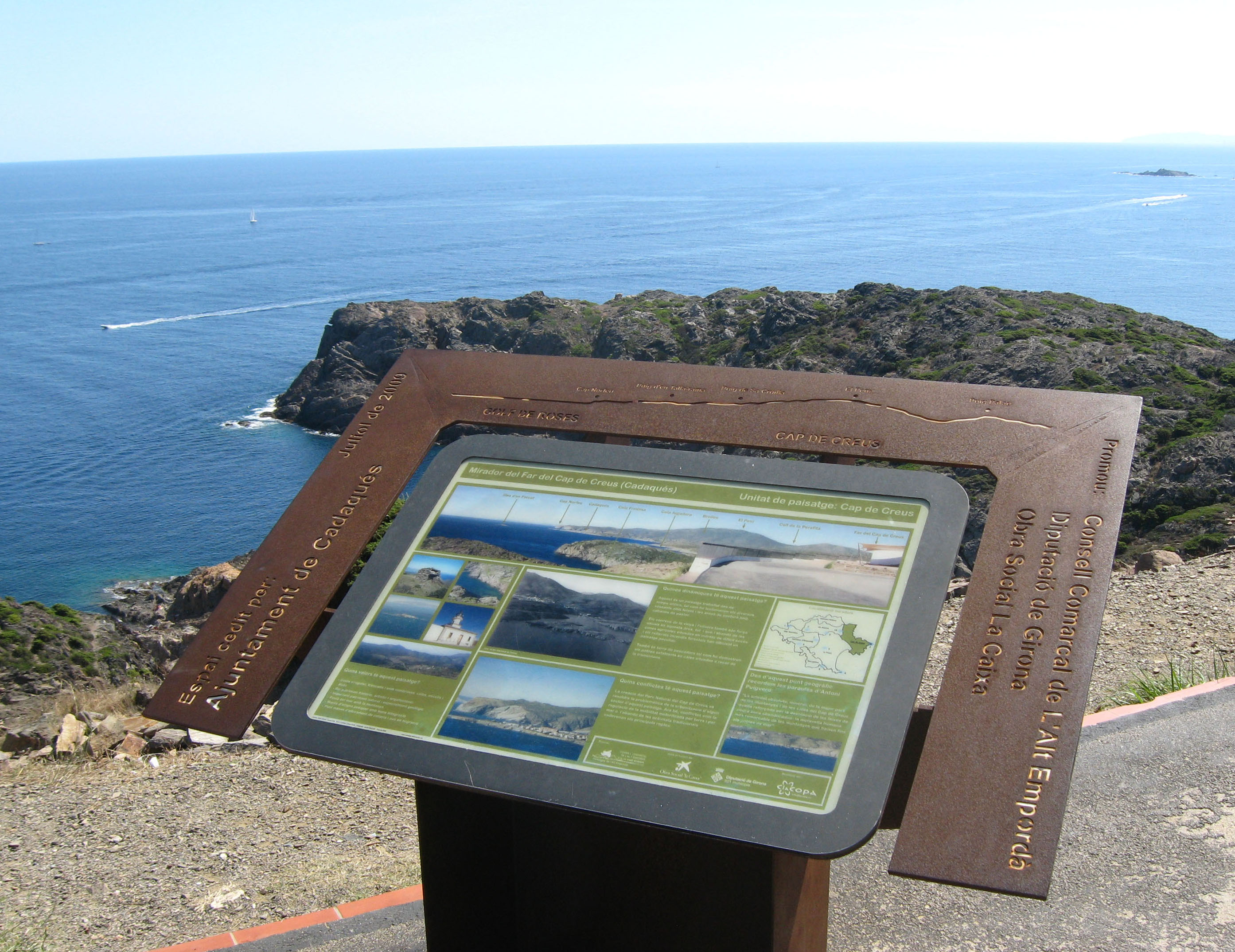
Hinweistafel
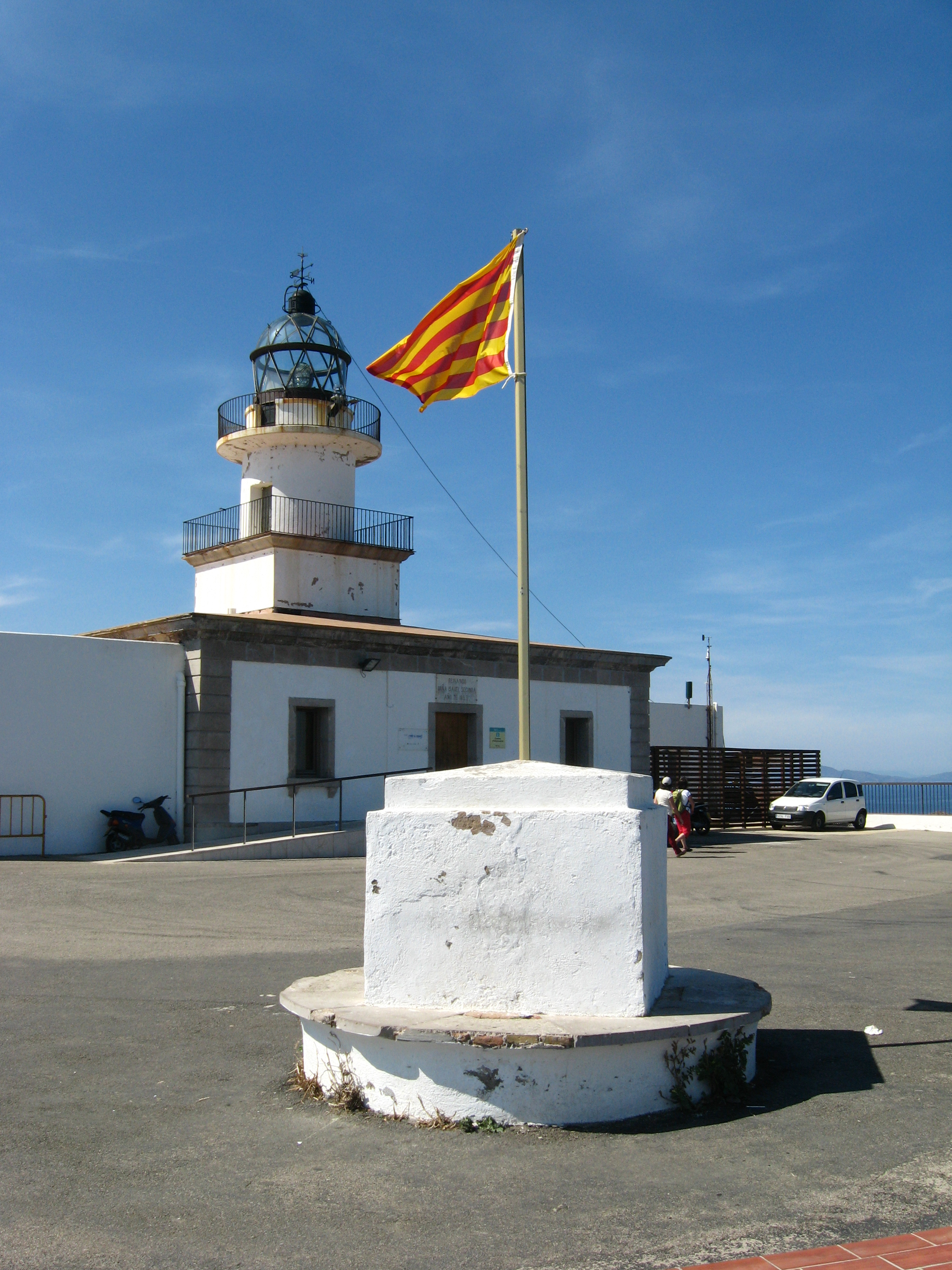
Leuchtturm und katalanische Fahne
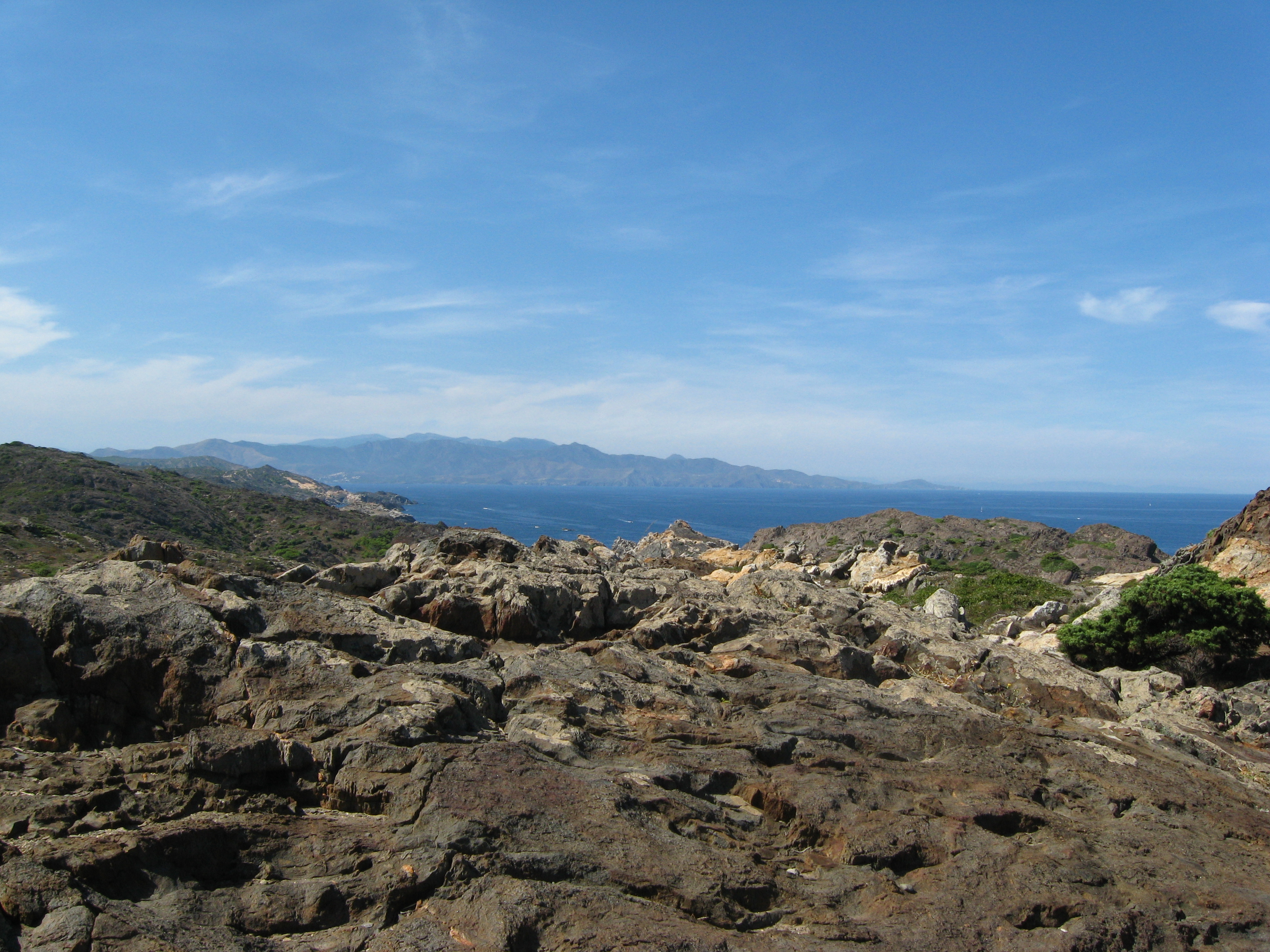
Felsküste am Cap
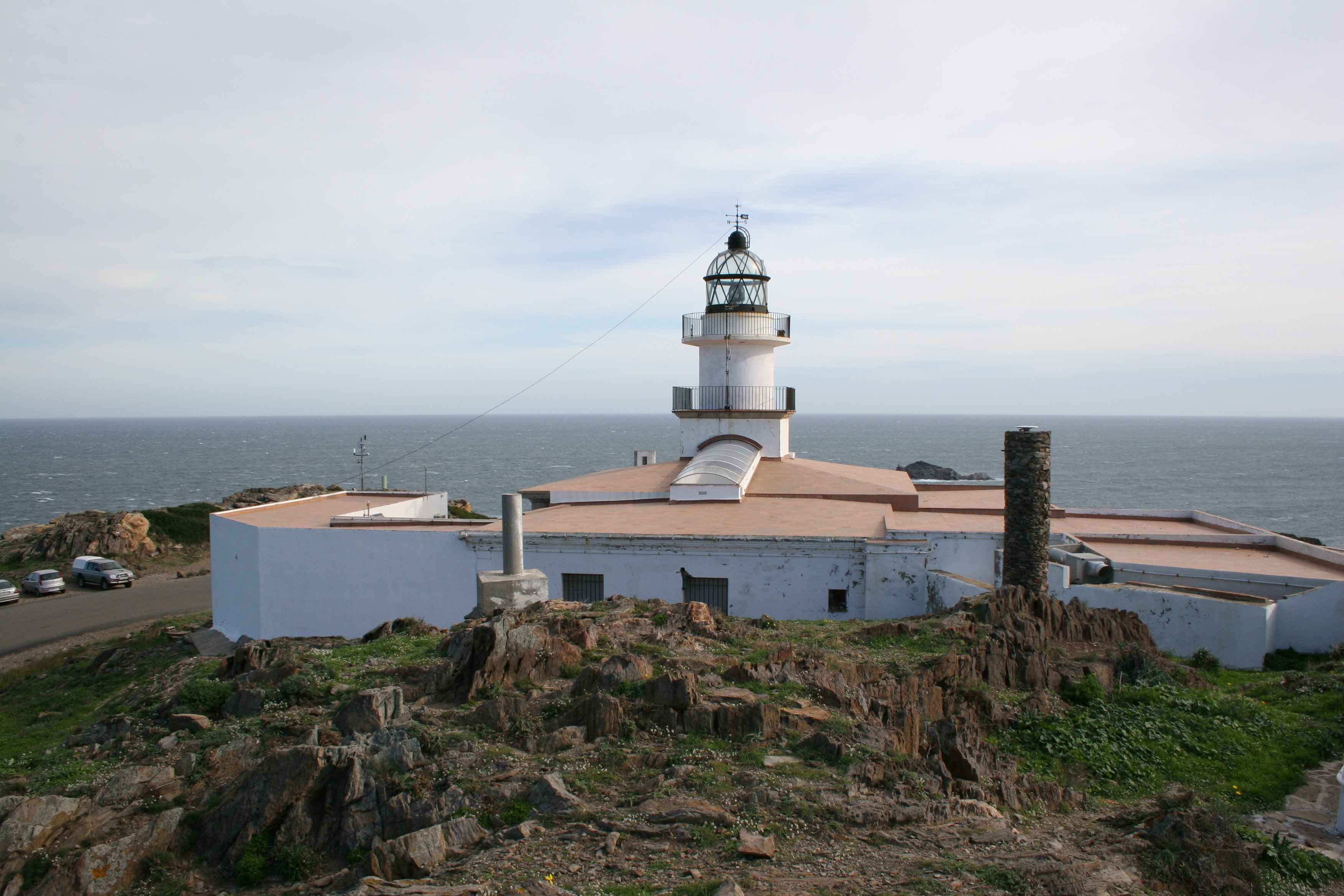
Leuchtturm
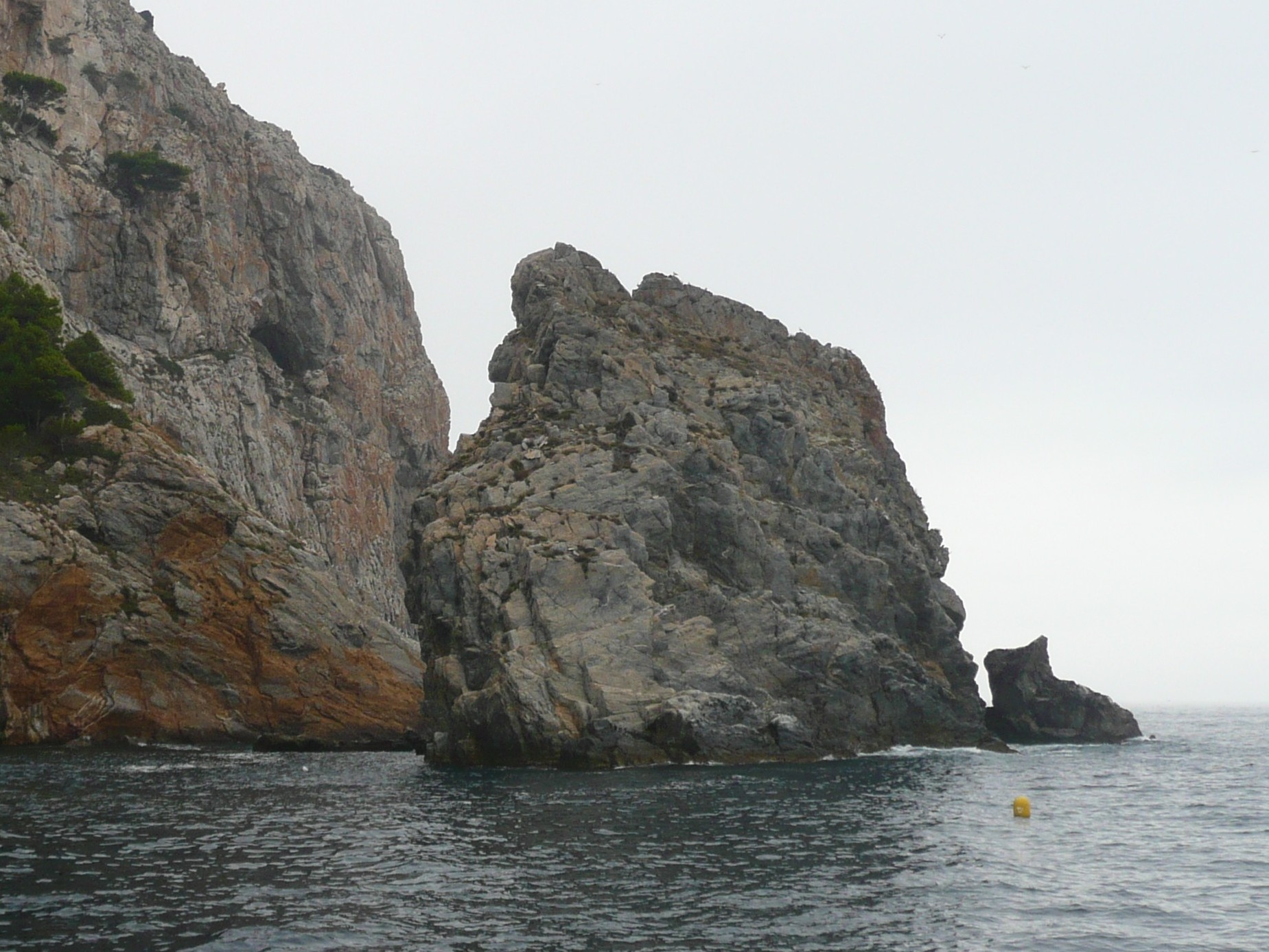
Westseite des Felses El Gat am Cap Norfeu